# 南海放送
南海放送株式会社（なんかいほうそう、英: Nankai Broadcasting Company, Ltd.）は、愛媛県を放送対象地域とした中波放送（AMラジオ放送）事業とテレビジョン放送事業を兼営している特定地上基幹放送事業者である。
略称はRNB（ラジオ開局当初のRadio Nankai Broadcastingから）。

## 概要

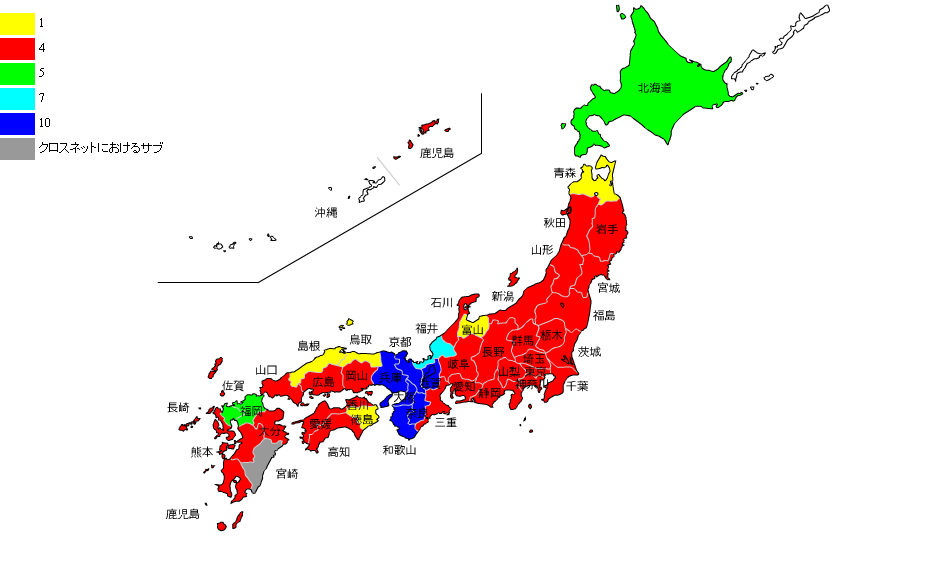
日本テレビ系列のリモコンキーID地図

- 松山地区におけるラジオ局のコールサインはJOAF（1116 kHz）、テレビ局のコールサインはJOAF-DTV（デジタル：20ch、リモコンキーID：4）。なお、かつて地域別の番組を放送している時間帯があったことから、ラジオにおいては複数のコールサインが存在する（アナログテレビ放送では、松山のほかに新居浜用のコールサインが存在していた）。
- 社名の南海は放送エリアを意識したもので、南海電気鉄道（大阪）との人材・資本関係はない。
- 系列新聞は愛媛新聞。ニュース名称はラジオ『愛媛新聞ニュース』、TV『なんかいNEWS』（ラジオ・TVとで別々のニュース名称を使用。TVニュースは1986年（昭和61年）9月まで『南海放送ニュース』として放送された）。
- テレビは日本テレビ系列。ラジオはJRN系列とNRN系列のクロスネット。
- 東京・汐留の日テレ本社19階にある当社の東京支社は、当社テレビのキー局である日本テレビとNNNに共同電を供給している。
- 自社制作番組も多数放送されていて、そのPRのため伊予鉄バスに同社の番組広告をラッピングしたバスが運行されたことがある。
- ラジオのナイターシーズンのプロ野球中継のタイトルは『RNBドリームナイター』（2005年〜）。
- マスコットおよびシンボルキャラクターは「ウィット」で、2006年（平成18年）4月2日よりヤギの「ジェントル!」に変わり南海放送の顔となった。
  - 名前の由来　wit…「気のきいた会話や文章などを生み出す才知・機知・とんち」witness…「〜を目撃する、（まのあたりに）見る、目にする」なお、作者としては南海放送の「なんかい」は伊予弁であり、意味は「なんですか?」である。その「なんですか?」は英語で「What Is This?」その頭をとってwitという由来もあったらしい。また、「Nancy16」（ナンシーシックスティーン）という愛称もあった[6]。
- アニメの放映に積極的で、全日アニメ・深夜アニメ共に在愛局のうち最も放映実績がある。
- 2018年（平成30年）からテレビでJリーグ・愛媛FCのホームゲーム全試合を録画放送。2020年（令和2年）から2022年（令和4年）までFC今治のホームゲームもほぼ全試合録画放送していた[注釈 1]。
- テレビの平日のローカルニュースは、1986年（昭和61年）9月29日から17時台開始と、意欲的な編成を行う。
- また、ラジオのマルチメディア化にも熱心であり、全国初のAMラジオのCATVサイマル放送や、ローカル局初の動画つきインターネットラジオをスタートさせる（後にradikoとの併用になる）、更にはFM補完中継局の設置によるFMラジオ放送への進出、ワンセグ2サービスでのラジオサイマル放送など県内唯一のラテ兼営局として工夫を凝らし続けている。
- 日本民間放送連盟賞、ギャラクシー賞を中国・四国地方の民放の中で数多く受賞している局の一つでもある。
- 毎年1回、番組審議会ではテレビ、ラジオごとに候補番組の中から優良番組を番組審議委員(社外委員）が一つずつ選定する制度がある。このような制度は北陸放送でも「番組審議会賞」と称し番組審議委員が選定することに変わりがないが番組審議会で審議したテレビ、ラジオ番組の中から優秀番組を一つ選ぶことになっている[7][8]。また、当局と同じエリアのテレビ愛媛でも「優秀番組表彰制度」と称し番組審議会から同社が制作した番組の中から最優秀番組を選び番組制作者を表彰する制度がある[9]。
- 2017年（平成29年）からのキャッチコピーは「ゆめモグ 南海放送(なんかいほうそう)」[注釈 2]。2018年（平成30年）は開局65周年バージョンとして、「そだて、みんなのみらい。ゆめモグ65th 南海放送(なんかいほうそう)」としている。
- 上記のキャッチコピーに加え2020年（令和2年）以降は「私たちは、愛媛主義」のキャッチフレーズを採用。従来からの「ゆめモグ」と併用する形で使用されている。
- 愛媛県の民放では唯一、コールサインの3文字目が“A”である（県内民放テレビ他局とエフエム愛媛は全局、狙っていないにもかかわらずコールサインの3文字目がEhimeの“E”）[注釈 3]。
- 会社設立（開局）以来、社名変更を行ったことはない。
- 2024年の年間視聴率は、4年連続で個人全体視聴率とコアターゲット（男女13歳～49歳）で5冠（全日・ゴールデン・プライム・ノンプライム・プラチナ）を達成した。また世帯視聴率の全日・ゴールデンは15年連続首位を獲得しプライム・ノンプライム・プラチナでも首位を獲得。全15部門の視聴率を完全制覇した[10]。2023年度視聴率でも個人視聴率で4年連続で3冠（全日・ゴールデン・プライム）を達成した。世帯視聴率でも3冠（全日・ゴールデン・プライム）を達成した[11]。特にプライムは5年ぶりの首位だった。
- FM転換を見据えた総務省実証実験としてAM停波による社会的影響を検証するため、2024年2月1日～2024年9月30日までの期間AMラジオを停波。FM、またはワイドFM放送で代替放送を行う[12]。

## 本社・支社・支局所在地
- 本社
愛媛県松山市本町1丁目1番1号
- 東予支局
愛媛県新居浜市繁本町3番1号 愛媛新聞ビル内
- 今治支局
愛媛県今治市別名196番5号 ビデオプロ特機内
- 南予支局
愛媛県宇和島市中央町1丁目9番10号 愛媛新聞ビル内
- 東京支社
東京都港区東新橋1丁目6番1号 日本テレビタワー20階[注釈 4]
- 大阪支社
大阪府大阪市北区曽根崎新地2丁目5番3号 堂島TSSビル3階
- 高松支社
香川県高松市寿町1丁目3番2号 第一生命ビル内

出典

### 本社演奏所の変遷

#### 初代社屋 (松前町・城山送信所)
開局当時の松山市松前町にあった社屋はラジオ単営の前提で作られていた為手狭である上、テレビ開局時点では送信所を無人化することも技術的な面で難しかったため、テレビ開局当時は、城山送信所内（松山市）にスタジオを構えて放送していた。その後6年間の間に次々に不便な面が浮き彫りになってきた。例えば、
- 城山という山にあるが故の移動の不便さ。ニュースの度に担当アナウンサーや原稿や映像を届けるスタッフが本社から送信所まで山を往復しないといけなかった。
- 業務の離散状態。1か所での業務の方が明らかに効率は良い。
- 本社と同様にテレビ局舎もコンパクトなつくりだったため、同じように手狭になってきた。

などといったことが挙げられる。

#### 初代社屋から樋又へ
こうした面から、1964年（昭和39年）に松山市道後樋又6-24に放送会館を移転。本社機能とラジオ・テレビの拠点を一体化した（その際に、テレビ親局の無人化も果たす）。初代社屋のあった敷地は、現在は愛媛新聞社に売却されており、愛媛新聞・愛媛電算ビルの一部となっており現存しない。ここは、松山市松前町とされていたが、建物登記による境界線の変更により、現在の住所表示は松山市大手町1丁目となっている。

#### 地上デジタル放送開始の壁と本町会館への移転
地上デジタル放送の開始に伴い、それまでアナログ放送をVHF帯で放送していた南海放送とNHK松山放送局の松山親局は、地上デジタル放送開始に伴いUHF帯に移行するため、アナログ放送時代からUHF帯で放送していた県内他社3局の親局と同じ伊予市行道山に移設することを決定。しかし、樋又の社屋からの伊予市へSTL送出が困難であることが判明（行道山に直接送出出来ないため1度城山送信所経由で行道山にマイクロ波を送る必要があったが、既に使用開始から50年近く経過した城山の鉄塔にSTL用のパラボラアンテナを新たに追加するだけの強度はなかったため）、さらに40年以上使用した本社も老朽化していた（1988年（昭和63年）に旧スタジオ棟部分に新館などを増築したが、主要業務を行う本館は基本的に1964年（昭和39年）当時のままだった）。
そこで、南海放送学苑などの文化的活動に使われていた本町会館（通称：メディアパーク）内部を改築し放送業務が出来る状態にした上で新本社として城山アナログ、行道山デジタル、サンパーク内ラジオの各送信所に向けて送信する新体制を敷いた。
移転は3段階に分けて実施した。
- まず、2006年（平成18年）8月1日に本社機能を移転。
- 8月4日に地上デジタル放送のサイマル試験放送を開始（本放送と同じ編成で実施しているが、一部ローカルニュースなどはアナログに先駆けて本町会館からの放送を行った）、6日深夜（7日早朝）にアナログ放送の旧社屋からの放送を終了、翌朝5:18に本町からの放送を開始した（『ズームイン!!SUPER』のローカル差替枠が自社制作枠の最初の放送。同日夕方から放送時間を拡大してリニューアルした『おかえりテレビ』が、自社制作最初の番組となった）。
- その後、11月13日の放送を以ってラジオ業務も本町に移転し、42年間続いた樋又の放送会館はその役割を終えた。このあと樋又放送会館の土地も、松山大学に売却されたのち取壊されたため現存しない。放送会館解体後の跡地には松山大学によって整備され「松山大学樋又キャンパス」が開設されている。

#### 南海放送本町会館（現在の社屋）
1976年（昭和51年）10月、増築用として購入していた初代社屋跡の隣接する土地へ落成。建物は、地上9F、地下1F建て。文化活動（南海放送学苑）や貸ホール（結婚式場など）として活用されていた。
前述の通り、地上デジタル放送に対応した全面改修を施すため、2003年（平成15年）3月に鉄塔を増築、2005年（平成17年）11月まで改装工事が進められ、2006年（平成18年）8月に登記上本社を本町会館に移転した（テレビは8月6日、ラジオは11月14日から本町会館での放送を開始）。これにより、樋又移転以来42年ぶりにかつての本社周辺地域に放送拠点が置かれることとなった。落成当時から1Fにあるテルスターホールは、530平方mあり、約550名を収容することができる。他にもスカーレットホールがある。

## 資本構成

### 2022年3月31日
出典:
| 資本金      | 発行済株式総数 | 株主数 |
| ----------- | -------------- | ------ |
| 3億6000万円 | 7,200株        | 259    |

| 株主                 | 株式数 | 比率  |
| -------------------- | ------ | ----- |
| 南海放送従業員持株会 | 505株  | 7.01% |
| 愛媛新聞社           | 424株  | 5.89% |
| 明治安田生命保険     | 380株  | 5.28% |
| 伊予銀行             | 359株  | 4.99% |
| 愛媛銀行             | 359株  | 4.99% |
| 伊予鉄グループ       | 346株  | 4.81% |
| 伊予トータルサービス | 300株  | 4.17% |
| 井関農機             | 240株  | 3.33% |
| 愛媛県               | 200株  | 2.78% |
| 日本テレビ放送網     | 200株  | 2.78% |

### 過去の資本構成
企業・団体は当時の名称。出典：

## 関連子会社
- 南海放送音響照明（設備の施工販売）
- RNBコーポレーション（人材派遣、放送業務委託）
- 南海放送サービス（広告制作）

出典

## 沿革
1953年（昭和28年）2月に高知県のラジオ高知（現在の高知放送）が松山市に中継局設置を計画。これに危機感を感じた地元紙の愛媛新聞が中心となって開局準備を進めていった。

### 20世紀
- 1952年（昭和27年）
  - 12月 - 愛媛新聞社の取締役会、「民放新会社設立」を決議。翌1953年（昭和28年）の第8回国民体育大会を電波に乗せることを目標とする（さきに愛媛新聞社内には全役員による民間放送開設準備委員会が設置されていた）[注釈 5][17]。
- 1953年（昭和28年）
  - 1月6日 - 愛媛新聞社内に南海放送創立事務所が設置される[18]。
  - 2月25日 - 第1回南海放送発起人会[注釈 6][20]。
  - 2月28日 - 出力3kWのラジオ放送局の免許申請。
  - 7月10日 - ラジオ放送局開設申請、一部訂正願、出力3kWから1kWに変更[注釈 7]。8月1日設立準備会社へ予備免許。
  - 9月28日 - 「南海放送株式会社」創立総会。29日に設立登記完了[22]。
  - 10月1日 - 全国21番目（ラジオ山陽、ラジオ四国、ラジオ熊本、ラジオ大分と同日）にラジオ放送開始。愛称 - ラジオ南海、周波数 - 1120kc、出力 - 昼間1kW・夜間500W。第一声は当時京都放送のアナウンサーで、国体が終わるまで応援のため来ていた糸居五郎[23][24]。
  - 10月22日 - 第8回国民体育大会を実況中継（ - 10月26日）。糸居五郎アナウンサーのほか、ラジオ東京の芥川隆行アナウンサーも応援（開会式実況）した[25][26]。
- 1955年（昭和30年）11月24日 - テレビ放送局の免許申請。
- 1956年（昭和31年）10月1日 - 新居浜ラジオ局（JOAL 800kc）・宇和島ラジオ局（JOAM 1560kc）開局（各局とも出力100W）、並びに松山ラジオ局が全日1kW運用開始[27]。
- 1957年（昭和32年）10月22日 - テレビ予備免許付与[28]。
- 1958年（昭和33年）12月1日 - テレビ放送開始（呼称 - 南海放送テレビ、コールサイン - JOAF-TV、10ch、出力 - 5 kW）[29]。
  - テレビ開局、ラジオ開局5周年を記念した演芸会を愛媛県民館にて開催（俳優の高倉健も出演。歌やコントを披露している）[30][31]。
- 1959年（昭和34年）
  - 8月1日 - この日発足したJNNに番組販売で参加した（理由は後述）。
  - 11月10日 - 松山ラジオ局、3kWに増力。夜間は1kwのまま。1960年12月15日、全日3kwに[32]。
  - 12月1日 - テレビ開局1周年を記念して『テレビ結婚式』を企画。城山の自社スタジオから生放送[33]。
- 1960年（昭和35年）6月1日 - 新居浜テレビ局開局（コールサイン - JOAL-TV、6ch、映像出力250W、音声出力63W）。新居浜へのマイクロ自営回線を敷くため、石鎚山系堂ケ森に反射板を設置[34]。
- 1961年（昭和36年）
  - 4月10日 テレビ、NETテレビの学校教育放送をネット開始[35]。つづいて6月1日には早朝放送を開始[35]。しかし両方とも効果が見込めず1963年（昭和38年）4月改編で終了[36]。7時台の早朝放送は1967年（昭和42年）4月に再開[36]。
  - 7月31日および8月1日 - 夏の高校野球北四国大会をテレビ初中継[37]。
  - 12月1日 - 八幡浜テレビ局開局（4チャンネル、映像250W、音声63W）。20日、宇和島テレビ局開局（10チャンネル、映像75W、音声18.8W）。いずれもサテライト局、垂直偏波[注釈 8][38]。
- 1962年（昭和37年）
  - 5月10日 - 初代テレビ中継車導入。7月1日の参議院議員選挙より使用開始[39]。
  - 10月1日 - 宇和島ラジオ局、周波数を1530kcに変更[40]。
  - 12月27日 - 松山ラジオ局、5kWに増力[41]。
- 1963年（昭和38年）
  - 8月12日 機構改革で事業局新設。2月1日より取り扱っていたBGMの普及活動が含まれる[42]。この事業が1968年（昭和43年）の「南海放送音響事業（現在の南海放送音響照明）」設立に繋がる[43][44]。
- 1964年（昭和39年）
  - 1月1日 - テレビ・ラジオでそれぞれ異なっていた呼称を正式社名である「南海放送」に統一（英字略称のRNBはそのまま）[45]。
  - 2月 - 3月12日 - 本社機能を松山市道後樋又6-24に新築した「南海放送会館」に順次移転。ラジオは2月26日、テレビは2月29日より放送会館から放送開始[46]。
  - 10月1日 - テレビ、マイクロネット番組のカラー放送開始。大洲テレビ局開局（11チャンネル）[47]。
- 1965年（昭和40年）
  - 5月2日 - ラジオネットワークJRN発足と同時に加盟[48]。
  - 6月1日 - 川之江テレビ局開局（61チャンネル。南海放送で初のUHFテレビ局）[49]。
  - 10月1日 - 新居浜ラジオ局、周波数を1560kcに変更[50]。
  - 11月1日 - NETテレビ制作の『木島則夫モーニングショー』のネット開始[51]。夕方のローカルニュース『愛媛新聞ニュース』を10分（18:35 - 18:45）に拡充[51]。
- 1966年（昭和41年）
  - 4月1日 - NNN発足と同時に加盟。日本テレビ系列局としての基盤を固める[52]。
  - 11月13日～12月 - 松山沖YS-11型機墜落事故報道で他局をリード。11月14日、NET『木島則夫モーニングショー』で50分間報道を担当する。映像はアメリカのABCでも放送された[53][54]。
- 1968年（昭和43年）
  - 4月1日 - 若者向けラジオ番組『みゅーじっく・まらそん』放送開始[55] 、宇和島ラジオ局1kWに増力。テレビの時刻スーパーを開始[56]。
  - 7月7日 - テレビ・週末ローカルワイド番組『なんかいサンデー8（エイト）』放送開始（1970年（昭和45年）4月からは放送時間変更に伴い、『なんかいサンデー9（ナイン）』に番組名変更）[57]。
  - 8月13日 - 『ミュージックナイター』の第1回公演を松山市営球場で開催（その後も松山地区夏祭りの恒例行事の1つとして開催されていたが、球場取り壊しのため2003年（平成15年）夏をもって終了）[58][59]。
  - 10月1日 - テレビ、カラーフィルム番組の自社送り出し開始。開局15周年を記念した海外ロケ番組『アジアに生きるえひめ』（18:00 - 18:30）が、自社制作初のカラー番組として放送[60][61]。
  - 11月1日 - テレビ、カラーVTRの自社送り出しが可能に[62]。
- 1969年（昭和44年）
  - 3月 - テレビ、朝7時台のニュースがTBSのJNNニュースに。TBSよりJNN準系列局としての処遇を受ける。TBSからは同時にスポーツニュースの供給を受ける[63]。
  - 6月30日 - テレビ、平日16時5分から17時25分の放送休止時間をなくし全日放送実施に切り替え[64]。11時30分からの夜の時間帯に「ミッドナイトシアター」の通しタイトルで『特別機動捜査隊』（NETテレビ、月曜）、『プレイガール』（東京12チャンネル、火曜）、『ハイシャパラル』（東京12チャンネル、水曜）、『素浪人 月影兵庫』（NETテレビ、木曜）、『インベーダー』（NETテレビ、金曜）という人気番組を揃えた。また16時から「アフタヌーンシアター」の通しタイトルの枠を新設。基本火曜から金曜は前日の再放送となったが[注釈 9] 月曜は『名作劇場 華岡青洲の妻』（NETテレビ）が編成される[65]。
  - 8月10日 - ローカルニュースのカラー化を実現[62]。
  - 12月10日 - 愛媛放送（現在のテレビ愛媛）開局。フジテレビ系の主要番組（銭形平次など）は10月改編で打ち切られ、スポンサーの要望でズバリ!当てましょう、赤白パネルマッチなどは残った[63][66]。
- 1970年（昭和45年）
  - 5月12日 - ぷりんす号乗っ取り事件報道で、広島テレビとともに他局をリード[67]。
  - 5月18日 - カラーテレビ中継車、およびカラーVTR車導入。自社設備のカラー化が完了[62]。
  - 6月29日 - ラジオ『WAI・YOUNG』放送開始（若年層を中心にアナウンサー人気を集める）[55]。
- 1972年（昭和47年）
  - 3月 - 松山ラジオ局を松山市市坪（現在の松山市西クリーンセンター付近）から松山市井門町（いどまち、現在の松山自動車道 松山IC付近の重信川沿い）に移転[68]。
  - 6月5日 - ラジオ・ドライバーキャスター「キャピイ（Capy）」が正式デビュー[69]。
  - 6月14日 - NNS発足と同時に加盟。
- 1973年（昭和48年）8月5日 - 愛媛県教育委員会からの受託によるテレビ子育て支援番組『はばたけ3才』放送開始[70]。（1989年（平成元年）より『すこやかえひめっ子』となり、幼児から学校期直前の子供が取材対象となる。1998年（平成10年）、県教委は相談事業の役割は終えたとして放送委嘱を中止。通算650回で終了[71]。）
- 1974年（昭和49年）4月1日 - テレビ『かどを曲がって三軒目』放送開始（当時から希薄になりがちだった地域コミュニティについて積極的に取り上げるなど、人気を博した）[70]。
- 1975年（昭和50年）7月 - 松山ラジオ局敷地内に「あんてな公園」オープン[72]。
- 1976年（昭和51年）
  - 9月 - 『かどを曲がって三軒目』放送終了。
  - 10月1日 -「南海放送本町会館」オープン（多目的ホール・結婚式場・生涯学習や趣味講座（南海放送学苑）など、地域文化事業の拠点としての業務が始まる）[73]。
  - 10月4日 - テレビ『なんかいワイドニュースtoday』放送開始（県内で最初のローカルワイドニュース番組）。テーマ曲は池辺晋一郎が作曲した[74]。
- 1977年（昭和52年）
  - 9月6日 - 宇和島ラジオ局、現在の場所（川内陣ガ森）に移転[75]。
    - 八幡浜・今治 各ラジオ局が開局、全国で4番目の精密同一周波数（1120 kHz・出力100W）による送信開始[76]。
- 1978年（昭和53年）11月23日 - ラジオ・宇和島局以外の4局が周波数変更（松山・今治・八幡浜 - 1116 kHz、新居浜 - 1557 kHz）[77]。
- 1979年（昭和54年）
  - 3月1日 - ラジオ、NRNに加盟。4月9日『オールナイトニッポン』ネット開始により日曜深夜を除き24時間放送を実施[77][78]。
  - 10月19日 - 松山 - 宇和島間 自営マイクロ回線運用開始（宇和島テレビ局など南予各局の画質・音質が向上）[79]。
- 1980年（昭和55年）
  - 3月15日 - AMステレオ公開実験（地方局で初めて。ただしこの時は本放送には至らず、一貫してAM放送はモノラル放送となっている）[80]。
  - 12月3日 - 大洲ラジオ局（1233 kHz）・12月5日 御荘ラジオ局（1431 kHz）が開局（各局とも出力100W）[81]。
- 1982年（昭和57年）
  - 1月29日 - 音質改善を目的に、ラジオにプリエンファシス方式導入（日本初）。ニッポン放送からも技術者が視察に訪れるなど、大変注目された[82]。
  - 4月 - ラジオ『POPSヒコヒコタイム』放送開始（愛媛の本格的な洋楽情報番組としてその後20年間親しまれた）。
  - 4月25日 - あんてな公園をリニューアル、「南海放送サンパーク」として新たに開園[83]。
- 1983年（昭和58年）
  - 12月7日 - 松山ラジオ局、指向性つき送信を撤廃（これにより受信エリアが拡大）[84]。
  - 8月 - 「松山まつり前夜祭・サンパーク花火まつり」第1回開催[84]。
- 1984年（昭和59年）
  - 3月25日 - テレビ『なんかいサンデー9』放送終了（『～8』の開始から16年、のべ809回の放送で幕を閉じる）[84]。
  - 4月2日 - 日本テレビ『ワイドショー11PM』のネット受け開始[注釈 10][86]。
  - 4月9日 - テレビ『情報センター ザ・スケッチ』放送開始。16:00から55分間[注釈 11][84]。
- 1986年（昭和61年）
  - 8月1日 - ラジオ・テレホンサービス開始[84]。
  - 9月 - 『ザ・スケッチ』『なんかいワイドニュースtoday』放送終了（共に26日まで）、これら2番組を統合する形で『なんかいNEWS5-30』放送開始（29日から）[87]。
  - 9月8日 - お天気カメラ（本町会館屋上）運用開始[88]。
- 1987年（昭和62年）10月12日 - ラジオ番組『TODAY えひめ』放送開始[89]。
- 1988年（昭和63年）
  - 2月21日 - 県内最大のマラソン大会「第26回愛媛マラソン」のテレビ中継開始[89][90]。
  - 4月16日 - 超ワイドラジオ番組『わいわい!サタデー』放送開始。南海放送初の早朝から夕方までの長時間ワイド番組[注釈 12][89]。
  - 10月 - 開局35周年、旧テレビスタジオ跡地に建設した「新館」内に報道デスクとテレビスタジオを一体化した「ニュースセンター」を新設、サンパーク敷地内に「サンパーク美術館」を開館[91]。
  - 10月3日 - オーロラシステム（レコード管理検索）運用開始[92][93]。
- 1989年（平成元年）
  - 7月12日 - SNG衛星回線運用開始[94]。
  - 8月24日 - 日本テレビ、TBSテレビと共に日本初のクリアビジョン本放送開始[93]。
- 1990年（平成2年）7月19日 - テレビ、音声多重放送開始[95]。放送開始3日前の試験放送で主音声と副音声の回路結線を入れ違え、一部の番組やCMが「無音」になるハプニングもあった。この現象は当日6:30までに復旧）。
- 1991年（平成3年）4月7日 - 『もぎたてテレビ』放送開始（当初の番組名は『もぎたてテレビ10o'clock』）[96]。
  - 5月18日 - 聴取率調査連動企画「ラジオびっくりBOX」開始[97]。
- 1992年（平成4年）
  - 4月1日 - ラジオ点字番組表発行開始[97]。
  - 10月1日 - あいテレビ開局によりTBSテレビ系列の10番組移行[98]。日本テレビ系列ズームイン!!朝!の放送ならびに制作参加開始[99]。
- 1993年（平成5年）10月1日 - スポンサーの関係で残っていた『すてきな出逢い いい朝8時』などTBSテレビ系列の番組がこの日まであいテレビに移行し姿を消す[100]。
- 1994年（平成6年）9月29日 - 新居浜局以外の県内ラジオ周波数が1116kHzに統一、並びに「Nancy16」の愛称使用開始（現在は使用されていない）[101]。
- 1995年（平成7年）4月1日 - この日付けで日本テレビとネットワークタイムに対する覚書を交わす。愛媛朝日テレビ開局に伴い、民間放送教育協会制作を除くテレビ朝日系列の8番組が移行される[100]。
- 1996年（平成8年）
  - 4月1日 - 新居浜ラジオ局、1kWに増力並びに周波数を1116kHzに変更（ラジオ全局の周波数統一）[102]。
  - 11月1日 - 公式サイト開設[102]。
- 1997年（平成9年）
  - 7月29日 - 松山ホステス殺害事件の容疑者、時効寸前に逮捕の一報をスクープ報道[103][104]。
  - 8月 - AMラジオ放送エリアを自動計算できるソフトウェアを自社開発。
- 1998年（平成10年）4月 - 字幕放送開始[104]。
- 1999年（平成11年）4月 - 6月 - しまなみ海道開通記念特番がテレビ・ラジオで随時編成される。
- 2000年（平成12年）3月 - 会員制携帯電話サイト「Club-N」運用開始[105]。

### 21世紀
- 2001年（平成13年）
  - 3月24日 - 芸予地震報道[106]。
  - 4月20日 - スキップバックレコーダー運用開始（芸予地震発生前に発注していたものが納品される）[106]。
  - 7月10日 - 今治ラジオ局を廃局閉鎖。この日以降は新居浜局の電波により、旧今治局エリアをカバーしている[106]。
  - 8月10日 - 「サンパーク花火まつり」から、従来から地域で行われていた「三津浜花火大会」へ行事を統合、開催される[106]。
- 2002年（平成14年）
  - 3月31日 - 『POPSヒコヒコタイム』放送終了（1982年の開始から20年、RNBを代表する長寿番組となった）。
  - 9月30日 - サンパークの施設（美術館を除く）営業を休止。
- 2003年（平成15年）
  - 2月 - 壺神山山頂付近（伊予市と大洲市との境）に無線中継所を新設（地上デジタル時代の新たな県内ネットワークの拠点となる）[107]。
  - 4月 - 本町会館屋上鉄塔・壺神山中継所新築竣工式[107]。
  - 9月30日 - サンパーク美術館、休館。これによりサンパークは通常時閉鎖となるが、施設は愛媛FCの事務所・クラブハウス及びイベント会場用として残され、現在も不定期的に使用されている。
  - 10月 - 開局50周年、ステーション・ロゴを従来のものより細字体のものに一新、イメージキャラクターとして「ヤギのジェントル」が登場[107]。
- 2004年（平成16年）
  - 3月 - 『特急!なんかいNEWSプラス1』放送終了（『なんかいNEWS5-30』開始から18年間の歴史に幕）。
  - 4月 - 『おかえりテレビ』放送開始（現在のスタイルの夕方ワイド番組としては全国では後発組）。
- 2005年（平成17年）3月 - 1976年（昭和51年）から続いた本町会館業務が終了、新放送センター完成へ向け本格的な改装作業が開始、それに伴って本町会館で行われてきた多目的ホール・結婚式場・南海放送学苑は廃止。
- 2006年（平成18年）
  - 5月17日 - 伊予市行道山に地上デジタル放送用送信鉄塔が完成、竣工式（NHK松山放送局と共同で建設・運用）。
  - 6月21日 - 地上デジタル放送、一般家庭で見られる状態での試験放送開始（県内テレビ5社局一斉）。
  - 8月1日 - 本社機能（ラジオセンターを除く）を松山市本町にある南海放送本町会館に移転、同時に「メディアパーク」の愛称を制定（本町からのテレビ番組送出は8月7日から。デジタル放送では先駆けて8月1日から本町会館から本放送と同内容のサイマル放送を開始し、ローカルニュースはアナログに先行して本町会館から放送。これに伴い、アナログ送出マスターが、NEC製のデジタル対応マスターに統合。ラジオ移転後は、AM・アナログ・デジタルの番組を一括して送信する）。
  - 9月25日 - 地上デジタルテレビジョン放送局の無線局免許状取得。
  - 10月1日 - 松山局エリアで地上デジタル放送本放送開始。
  - 11月13日 - 前日の24:00をもって旧本社ラジオセンターからの放送を終了、すべての本社機能が本町会館に集約される。
- 2007年（平成19年）10月1日 - 民放ラジオで初めて緊急地震速報の運用を開始。
- 2008年（平成20年） - 地球にECOしょプロジェクトスタート。
- 2009年（平成21年）
  - 4月 - 1116NightScholl第一マホラマ学園などから愛媛CATVとラジオの同時放送スタート（のちに四国中央TVもネット）。また、おかえりテレビ終了に伴い、NEWSチャンネル4がスタート（おかえりテレビ・デリシャスは継続）。
  - 10月 - ラジオ番組『フォーマットRADIO 木藤たかおの日曜Press-Club』が四国4局ネットになる。
- 2010年（平成22年）
  - 3月31日 - ラジオ生ワイド担当パーソナリティーを、プレゼンターに任命。
  - 10月1日 - これまで、愛媛CATVと四国中央TVとで行ってきたラジオ同時放送を発展させて、ウィットチャンネルを開局。この日からすべての生ワイド番組においてCATV2局と同時放送になる。
  - 12月18日 - 全国のローカル局としては初めてインターネットラジオ（映像付きIPラジオ同時再送信（ウィットチャンネル））の実験放送を開始。当初は期間限定での予定だったが好評につき、現在も継続中。
- 2011年（平成23年）7月24日 - 地上アナログテレビ放送終了、同時に新居浜テレビジョン放送局は廃局となりデジタル放送の基幹中継局に降格した。
  - その際、南海放送では初めて放送上でコールサインの読み上げを行った。これまでのテレビ放送ではコールサインの表示や読み上げもなされなかった。
- 2012年（平成24年）
  - 4月 - 公式フェイスブックページを開設。
  - 11月1日 - インターネットIPサイマルラジオ「radiko」に参加、実用化試験配信を開始。
  - 12月10日～14日 - スペシャルウィークの一環で、10年前に終了した「POPSヒコヒコタイム」が1週間限定で復活。
- 2013年（平成25年）
  - 3月31日 - ラジオのテレホンサービス終了。
  - 4月18日 - 愛媛CATVと共同で銀天街（松山市湊町3丁目）にサテライトスタジオ「エルスタ」をオープン。
  - 5月 - 太平洋核実験被害の真実を伝える『放射線を浴びたX年後』映画自主上映を含む報道活動により第50回ギャラクシー賞報道活動部門大賞を受賞。
  - 6月30日 - 自社SNSサービス「RNB*sns」を終了。
  - 9月 - 『放射線を浴びたX年後』により2013年日本民間放送連盟賞（特別表彰部門・放送と公共性）最優秀賞を受賞。
- 2014年（平成26年）
  - 9月 - ラジオドラマ『風の男 〜BUZAEMON〜』により2014年日本民間放送連盟賞（番組部門・ラジオエンターテインメント番組）最優秀賞を受賞。
  - 10月31日 - 四国総合通信局が災害対策用FM補完中継局の予備免許を付与[108]。同日、Huluにて『もぎたてテレビ』のネット配信を開始。地方局制作のローカル番組がHuluで流れるのは初。
  - 11月3日 - 全国初AM・FM兼用放送局（FM補完中継局の第1号）として、FM試験電波発射。91.7 MHz 松山親局[109]。
  - 11月26日 - 四国総合通信局が災害対策用FM補完中継局の本免許を付与[108]。
  - 12月1日 - FM本放送開始[108]（愛称・Fnam（エフナン））[110]。
- 2015年（平成27年）
  - 2月 - スマートフォン用局公式アプリ「南海放送アプリ」を発表。
  - 3月21日 - 8:30に特別番組『Fnam新居浜中継局開局記念 〜今日はまるごと水樹奈々!!スペシャル〜』[注釈 13] の開始をもって、新居浜局でFM本放送開始。これにより、全国で初となるエリアが隣接する同一周波数局での大電力同期FM放送を開始する[111]。同時に松山と新居浜で県全体の61.2%がFnamのカバーエリアとなる。
- 2016年（平成28年）3月13日 - Fnam宇和島・八幡浜各局が開局し、カバー率80.9%に拡大[112]。
- 2017年（平成29年）
  - 3月30日 FM補完中継局整備の補助金交付が決定[113]。
- 2018年（平成30年）
  - 3月11日 - 22時30分 - 23時30分に、普段サイマル放送しているAMラジオとFMラジオにて、全く別の番組を同時に放送する「非サイマル放送」を実施。災害をテーマとした特別番組であり、AMは通常報道テイストの「Heisei earthquakes」、FM・radikoは若者向けの「妄想系防災特番『IF･･･もしも』」[114]。大災害時における情報提供の手段としての技術的トライアルも兼ねる。
- 2019年（平成31年・令和元年）
  - 10月22日 - 民放5大系列で初のワンセグ2サービス「第2ワンセグ放送サービス」（第2ワンセグ）放送開始、平時はウィットチャンネルのサイマル、有事は緊急情報を放送[115]。同時に「NNS標準営放システム」サービス提供開始[116]。
  - 5月31日に放送した、平成30年7月豪雨における野村ダムの緊急放流と、これに起因する肱川の氾濫で8人の死者が出た問題を追ったルポルタージュ『緊急放流＝逃げろ!　―誰が命を奪ったのか―』が日本民間放送連盟賞ラジオ部門グランプリを受賞[117][118]。民放連加盟各社で放送される。
- 2020年（令和2年）
  - 5月30日に放送した、新型コロナウイルスをめぐる差別をテーマに愛媛県内感染者や誹謗中傷を受けた人らを取材したほか四国遍路やハンセン病患者の歴史も取り上げ差別と感染症のつながりを深く掘り下げた『感染 ー正義とは何かー』が2020年日本民間放送連盟賞ラジオ報道部門最優秀賞を受賞、さらに第75回文化庁芸術祭ラジオ部門大賞も受賞した。これを記念して12月30日18:00から再放送される[119]。
- 2021年（令和3年）
  - 南海放送・あいテレビ・愛媛朝日テレビが八幡浜市内へ個別に設けていた支局を一斉に廃止したうえで、同市および大洲市・西予市・内子町・伊方町への取材拠点として、上記3局とテレビ愛媛の共同運用による「八幡浜共同支局」を設置。テレビ愛媛が4局を代表して「八幡浜共同支局」へ記者を常駐させることから、この記者が上記の市町で取材した原稿と映像を、4局とも自社で制作する報道・情報番組の素材として共用するようになった[120]。
- 2022年（令和4年）
  - 4月30日 - 地元の舞台音響照明会社「株式会社松山ステージサービス」の全株を取得し子会社とする。
- 2023年（令和5年）
  - 3月13日 - ビデオ・オン・デマンドサービス「なんかいオンデマンド」を開始[121]。
- 2024年（令和6年）
  - 2月1日 - FM転換を見据えた総務省実証実験として、新居浜・八幡浜・宇和島の各AMラジオ中継局を2024年3月31日まで空中線電力を段階的に減力、2024年4月1日より停波[122]。
- 2025年（令和7年）
  - 2月14日 - 社内スタートアップ事業として「SHOWROOM」と提携し「RNBライバープロジェクト」を開始。四国エリアでのライバーの発掘・育成・オーディションを支援するもので、中四国の放送会社として初の試みとなる[123]。

## 社史・記念誌
南海放送では、（デジタルブックとして発行されたものも含め）以下の5冊を発行している。
- 南海放送十年（南海放送株式会社 編集） 1964年10月発行、334ページ。
- 地域とともに三十年  南海放送社史(南海放送株式会社 編纂)　1984年2月発行、356ページ。
- 35周年 あざやかにリフレッシュ!（南海放送株式会社 編） 1988年10月発行、ページ数不明。
- 夢にはじまる 南海放送五十年史（南海放送株式会社 編） 2005年9月発行、350ページ。
- 開局60周年 カンシャカンreキ! 南海放送（南海放送株式会社 編集） 2013年10月発行、127ページ。

## ラジオ

### 可聴区域

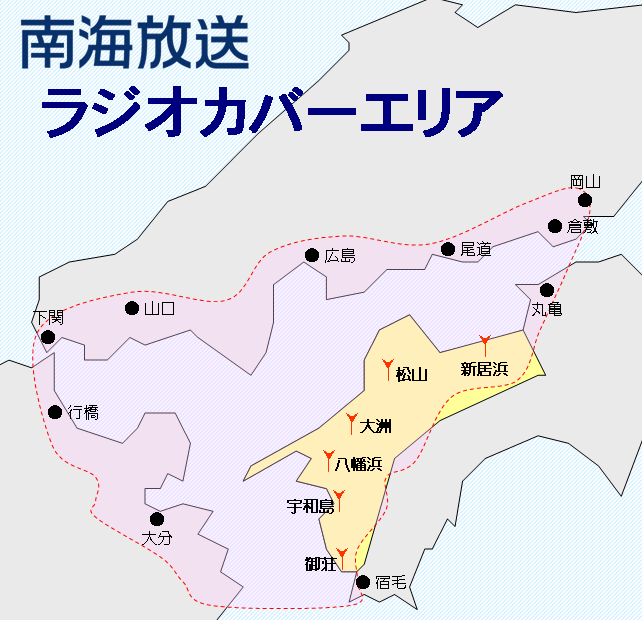
ラジオ放送エリア

- AM放送は愛媛県全域のほか、広島県南部、山口県全域、香川県西部、岡山県南西部、福岡県北東部、大分県東部、徳島県北西部、宮崎県の一部などでも受信可能。

### 概要
- 全局同一周波数放送を実施[1]。月曜 0:30 - 5:00休止を除く24時間放送（NHKの拠点局を有する地域では唯一4時を基点[注釈 14]としていた年度もあった）。
- 月曜の開始10分前に、オルゴールに乗せて女性アナウンサーによる放送開始アナウンス→女声コーラスのジングル→Frank Chacksfield『Waltzing Bugle Boy』→男性アナウンサーによる周波数とコールサイン→ボニー・ジャックスによる「南海放送の歌」が流れる。なお、周波数とコールサインは後述のワイドFM転換実験中（2024年4月 - ）も差し替えずにそのまま放送。
- かつては日曜日付深夜放送終了時にも周波数と放送終了アナウンスがあったが、現在は「放送機器メンテナンスのため、基準信号（テストトーン）と音楽を繰り返し流しています」とアナウンスするに留めている。ただ、実際は無音状態である。
- かつては今治市に今治中継局（1116 kHz、100W）も置かれていたが、1996年の新居浜中継局周波数変更および空中線電力増強の後、同局の放送電波との相互干渉を防ぐため、2001年7月に廃局となった。現在は東部を新居浜局、西部を松山局の電波がカバーしており、廃局による聴取不可エリアはほとんどない。
- 以前の大洲中継局（大洲市五郎字岡558）は老朽化に伴い、現・大洲中継局設置のために大洲市高山寺山に実験局を設置していた（1233 kHz、100W）。その後撤去されたが、後にテレビ中継局が置かれている高山寺山にラジオ送信所機能を移転した（既存のテレビ中継局に併設）。なお、大洲中継局は全国でも数少ないテレビ・AMラジオが一体型になった中継局であるが、鉄塔1本でのVHF・UHF・AMの放送波の組み合わせは、テレビのアナログ放送終了まで全国でも唯一ここだけであった（他の地域のテレビ・AMラジオ一体型の多くがアナログVHF・AMラジオの組み合わせとなっている）。さらにワイドFM中継局の設置に伴い、2015年からは同一放送事業者によるUHF・AM・FMの3波が同居する中継局となった。

### ウィットチャンネル
- ラジオの音声にスタジオの映像や県内各地のライブカメラの映像などを組み合わせた編成（ただし、愛媛マラソン中継など一部別編成の場合もあり）。
- 愛媛CATV、四国中央テレビ、今治CATVでは、全時間帯において放送している。
- ハートネットワークにおいても、2011年6月から朝ワイド枠7時台と、RNBクイズショー「ザ・INAZO」の同時放送を開始した。
- 南海放送IPラジオ実験として、CATV向け配信と同一内容を、愛媛県内エリア限定でインターネット配信している。これとは別にradikoでもネットラジオサイマル放送を行っている（有料会員制「radikoプレミアム・エリアフリー」により県外聴取者も利用可能）。
- 一部の番組を除き、Fnam、radiko、CATV同時放送、ウィットIPではステレオ音声で放送をしている[注釈 15]。
- 2019年10月22日から開始された第2ワンセグで「ウィットチャンネル」のサイマル放送を行っている（有事の際は緊急情報に差し替え）。

### ラジオ放送所

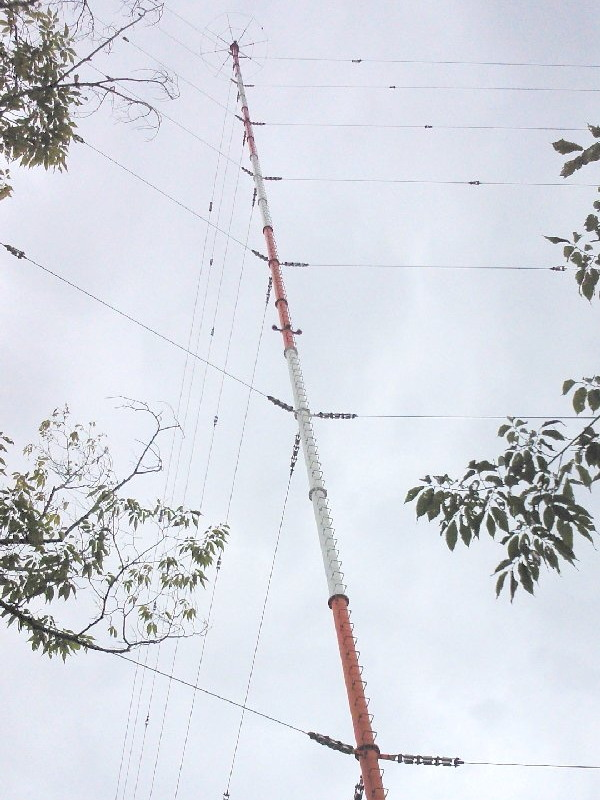
松山ラジオ送信所（南海放送サンパーク内）

| AM放送 | AM放送   | AM放送   | AM放送     | AM放送                                                                                         |
| 親局   | 識別信号 | 周波数   | 空中線電力 | 備考                                                                                           |
| ------ | -------- | -------- | ---------- | ---------------------------------------------------------------------------------------------- |
| 松山   | JOAF     | 1116 kHz | 5 kW       |                                                                                                |
| 中継局 | 識別信号 | 周波数   | 空中線電力 | 備考                                                                                           |
| 八幡浜 |          | 1116 kHz | 100W       | 2024年2月1日 - 3月31日まで減力放送。 2024年4月1日 - 9月30日まで運用休止。 （ワイドFM転換実験） |
| 新居浜 | JOAL     | 1116 kHz | 1 kW       | 2024年2月1日 - 3月31日まで減力放送。 2024年4月1日 - 9月30日まで運用休止。 （ワイドFM転換実験） |
| 宇和島 | JOAM     | 1116 kHz | 1 kW       | 2024年2月1日 - 3月31日まで減力放送。 2024年4月1日 - 9月30日まで運用休止。 （ワイドFM転換実験） |
| 大洲   | JOAN     | 1116 kHz | 100W       |                                                                                                |
| 御荘   | JOAS     | 1116 kHz | 100W       |                                                                                                |
| FM放送 |          |          |            |                                                                                                |
| 中継局 | 識別信号 | 周波数   | 空中線電力 | 備考                                                                                           |
| 松山   |          | 91.7 MHz | 1 kW       | 2014年12月1日開局                                                                              |
| 新居浜 |          | 91.7 MHz | 100W       | 2015年2月3日予備免許交付 同年3月21日開局                                                       |
| 大洲   |          | 91.7 MHz | 30W        | 2015年11月5日予備免許交付 12月1日開局                                                          |
| 宇和島 |          | 91.7 MHz | 100W       | 2016年2月18日予備免許交付 2016年3月13日開局                                                    |
| 今治   |          | 91.7 MHz | 20W        | 2018年2月23日予備免許交付                                                                      |
| 御荘   |          | 91.7 MHz | 20W        | 2018年2月23日予備免許交付                                                                      |
| 川之江 |          | 91.2 MHz | 10W        | 2015年11月5日予備免許交付 12月1日開局                                                          |
| 八幡浜 |          | 91.2 MHz | 100W       | 2016年2月18日予備免許交付 2016年3月13日開局                                                    |
| 久万   |          | 91.2 MHz | 20W        | 2018年2月23日予備免許交付                                                                      |
| 野村   |          | 91.7 MHz | 20W        | 2018年8月1日開局                                                                               |

#### FM補完中継局補足
南海放送ラジオ局では県内の6つの中波放送局（八幡浜局のみコールサインなしの中継局扱い）の周波数を1116KHzで統一しており、FM補完中継局においても、県内で同一周波数で放送できるように計画しているが、放送エリアが隣接する2つの送信所から同じ周波数で放送すると、エリアが重複する地域の電波干渉が発生する可能性がある。
そこで、この問題を解決させるために、FM補完放送本格開局前の2014年8月24日から、伊予市行道山の松山テレビ親局と新居浜市金子山の新居浜テレビ中継局の敷地にFM同期放送のための実験局を開局し、本放送と同じ91.7MHzでAMラジオと同内容の放送を行った。これまで広範囲に渡って親局レベルにおいて、同じ周波数で同期放送を行うFM局は日本では皆無であるため、国内初の試みであるとともに、周波数の有効活用につなげられるとの期待が寄せられている。その実験の結果、目立った混信等の受信障害がなかったため、2015年3月21日に極高精度の同期放送の実施により、新居浜局を開局した。その実験成果を基にして、大洲と川之江（四国中央市）にも同様の中継局を補助金の交付により整備する予定が計画され、2015年12月1日に正式に本放送を開始。川之江は同局初のワイドFM専用中継局(AMラジオは新居浜局のカバーエリア内である)となった。また宇和島、八幡浜の両市のワイドFM中継局も設置され、2016年3月13日から本放送を開始した。これによりカバーエリアは県内の80%以上となった。川之江局は近接する新居浜局との、八幡浜局は宇和島、大洲の2局との距離の兼ね合いから、新居浜、松山、大洲、宇和島で統一された周波数91.7MHzとは違う91.2MHzで送出を行っている。
2018年8月1日には野村局が周波数91.7MHzで開局した。同局はもともと西予市野村町を中心としたエリアの難聴取解消を理由に2018年内開局予定で準備を進めていたが、平成30年7月豪雨（西日本豪雨）によりこのエリアが甚大な被害を受け、情報入手が困難となってしまった。このため、ラジオでの情報伝達を行えるよう南海放送が四国総合通信局に早期開局を要請、通信局が臨機の措置として7月31日付で免許を交付したことにより繰り上げ開局が実現した物である。なお、被災地向け放送局としての役目を終えた後も、そのまま本来の目的である難聴取解消のための補完局として運用が継続される事になっている。
なお、中継局は概ね松山道沿線において安定した受信が出来るように置局されている。
2028年の免許更新の際、AM放送のFMへの完全移行が予定されているが、それに先駆けた社会実験の一環として、2024年2月1日から3月31日まで、AM中継の新居浜、宇和島、八幡浜の3放送所（放送対象地域：新居浜市、宇和島市、八幡浜市の中継所置局3市の他に、四国中央市、西条市、今治市、西予市、東温市の一部、上島町、伊方町、鬼北町、松野町、愛南町の一部）を減力放送し、同4月1日から当面半年間程度の予定で一時停波する。

### ラジオ演奏所
自社制作ラジオ番組は、主に本社2Fのフロアで制作、送出されている。

#### スタジオ
- PALスタジオ
2006年11月以降、生放送、公開放送などに主に利用されているスタジオ。ガラス張りになっており、スタジオ前にロビー、さらに隣接して一般の来客も利用できる喫茶店が設けられており、ここで放送風景を見学できるつくりになっている。副調整卓と放送ブースは、透明プラスティックのパーティションで仕切られているのみ。また番組は、ここを経由して4Fの主調整室（マスター）に送られる。2015年にはスタジオ内を改装し、青基調の内装が、オレンジ色と黄色ベースに変更され、Fnamのロゴが壁に飾られた内装に変わった。また、使用するマイクのうちメインで使う数本分など、一部機材も更新されている。また、副調整卓側にも、放送音声に声を載せられるヘッドセットを設けているため、状況に応じ一人で番組制作できるようにもなっている。
- ロビースタジオ
2014年12月から一時期供用されていたスタジオで、昼間の生放送を中心に利用。本町会館1階にあり、正面に面した道路から中の様子を見ることができる。また、時間帯によって外に設置されたスピーカー経由で放送も聞くことができた。もともと使用していた番組はPALスタジオから放送されていた番組という事もあり、実質的にPALスタジオ改装中の暫定スタジオであった。2018年度現在は放送用設備等も撤去され、元々のロビーとしての用途に戻されている。

以上のスタジオからの放送では、スタジオ内にハイビジョンカメラが設置されており、テレビ同時放送番組やCATV・ウィットIPで映像つきで視聴可能。
- 第2スタジオ
PALスタジオに隣接するスタジオ。従来のラジオスタジオの造りとなっており、副調整室と放送ブースが区切られている。基本的に2人体制で番組を制作するようになっている。収録番組で使うケースが多いが、番組の関係でPALスタジオが使えない場合などに生番組をここから放送するケースもある。(自社製作番組が連続していて、出演者・スタッフの入れ替わりに時間が足りない場合など。)ただしハイビジョンカメラ未設置のため、音声のみの放送となる。
- 第3スタジオ
ワンルームスタジオ。基本的にワンマンで番組を制作できるようになっている。
- 第4スタジオ
- ぎんこい×エルスタ（サテライトスタジオ）
銀天街から公開生放送するためのスタジオ。愛媛CATVと共同で運営しており、同社の回線を使ってウィットチャンネルの映像も配信可能。

#### レコード室
- オーロラセンター
レコード室をオーロラセンターと呼んでいる。これは、自社開発したレコード検索システム「オーロラ（ARORA）検索システム」に由来する。約10万枚のレコード、CDライブラリーが収容されている。
※ オーロラ（ARORA）は、Automatic Reference Of Record Arrangement の頭文字。

### 主なラジオ番組
放送時間は2025年（令和7年）4月時点のもの。
太字は自社制作番組。

#### 平日
| 時 | 月曜日 | 火曜日 | 水曜日 | 木曜日 | 金曜日 |
| --- | --- | --- | --- | --- | --- |
| 5 | 5:00 イマドキショッピング! | 5:00 南海クラシックス | 5:00 南海クラシックス | 5:00 南海クラシックス | 5:00 南海クラシックス |
| 5 | 5:15 南海クラシックス | 5:00 南海クラシックス | 5:00 南海クラシックス | 5:00 南海クラシックス | 5:10 福田こうへいの ゆっくり行ぐべぇ〜 （IBC岩手放送） |
| 5 | 5:25 心のともしび | | | | |
| 5 | 5:30 Brand-New Morning（TBSラジオ） | | | | |
| 6 | | | | | |
| 6:30 納得!お得!ラジオショッピング | 6:30 健やかインフォメーション | 6:30 今旬!いいもの百貨店 | 6:30 解決!知っ得プレミアム | 6:30 通販ラジオ生活便 | |
| 6:30 納得!お得!ラジオショッピング | 6:40 南海クラシックス | 6:30 今旬!いいもの百貨店 | 6:30 解決!知っ得プレミアム | 6:30 通販ラジオ生活便 | |
| 6:45 DR.ケンゴの歯〜トフル・ライフ （再放送） | 6:45 田丸雅智の朗読アーカイブ | 6:45 録音風物誌（火曜会） | 6:45 南海クラシックス | 6:45 週刊 なるほど!ニッポン （ニッポン放送） | |
| 6:55 南海クラシックス | 6:45 田丸雅智の朗読アーカイブ | 6:55 南海クラシックス | 6:45 南海クラシックス | 6:55 南海クラシックス | |
| 7 | 7:00 山下泰則のモーニングディライト ▽7:25 情報宝島（ニッポン放送） ▽8:00 話題のアンテナ 日本全国8時です（TBSラジオ） ▽8:20 ENEOSプレゼンツ あさナビ（ニッポン放送） ▽8:27 羽田美智子のいってらっしゃい（ニッポン放送） ▽8:35 武田鉄矢・今朝の三枚おろし（文化放送） | 7:00 山下泰則のモーニングディライト ▽7:25 情報宝島（ニッポン放送） ▽8:00 話題のアンテナ 日本全国8時です（TBSラジオ） ▽8:20 ENEOSプレゼンツ あさナビ（ニッポン放送） ▽8:27 羽田美智子のいってらっしゃい（ニッポン放送） ▽8:35 武田鉄矢・今朝の三枚おろし（文化放送） | 7:00 山下泰則のモーニングディライト ▽7:25 情報宝島（ニッポン放送） ▽8:00 話題のアンテナ 日本全国8時です（TBSラジオ） ▽8:20 ENEOSプレゼンツ あさナビ（ニッポン放送） ▽8:27 羽田美智子のいってらっしゃい（ニッポン放送） ▽8:35 武田鉄矢・今朝の三枚おろし（文化放送） | 7:00 山下泰則のモーニングディライト ▽7:25 情報宝島（ニッポン放送） ▽8:00 話題のアンテナ 日本全国8時です（TBSラジオ） ▽8:20 ENEOSプレゼンツ あさナビ（ニッポン放送） ▽8:27 羽田美智子のいってらっしゃい（ニッポン放送） ▽8:35 武田鉄矢・今朝の三枚おろし（文化放送） | 7:00 江刺拍洋のモーニングディライト ▽7:25 情報宝島（ニッポン放送） ▽8:00 話題のアンテナ 日本全国8時です（TBSラジオ） ▽8:20 ENEOSプレゼンツ あさナビ（ニッポン放送） ▽8:27 羽田美智子のいってらっしゃい（ニッポン放送） ▽8:35 武田鉄矢・今朝の三枚おろし（文化放送） ▽10:00 夏井いつきの一句一遊 |
| 8 | 7:00 山下泰則のモーニングディライト ▽7:25 情報宝島（ニッポン放送） ▽8:00 話題のアンテナ 日本全国8時です（TBSラジオ） ▽8:20 ENEOSプレゼンツ あさナビ（ニッポン放送） ▽8:27 羽田美智子のいってらっしゃい（ニッポン放送） ▽8:35 武田鉄矢・今朝の三枚おろし（文化放送） | 7:00 山下泰則のモーニングディライト ▽7:25 情報宝島（ニッポン放送） ▽8:00 話題のアンテナ 日本全国8時です（TBSラジオ） ▽8:20 ENEOSプレゼンツ あさナビ（ニッポン放送） ▽8:27 羽田美智子のいってらっしゃい（ニッポン放送） ▽8:35 武田鉄矢・今朝の三枚おろし（文化放送） | 7:00 山下泰則のモーニングディライト ▽7:25 情報宝島（ニッポン放送） ▽8:00 話題のアンテナ 日本全国8時です（TBSラジオ） ▽8:20 ENEOSプレゼンツ あさナビ（ニッポン放送） ▽8:27 羽田美智子のいってらっしゃい（ニッポン放送） ▽8:35 武田鉄矢・今朝の三枚おろし（文化放送） | 7:00 山下泰則のモーニングディライト ▽7:25 情報宝島（ニッポン放送） ▽8:00 話題のアンテナ 日本全国8時です（TBSラジオ） ▽8:20 ENEOSプレゼンツ あさナビ（ニッポン放送） ▽8:27 羽田美智子のいってらっしゃい（ニッポン放送） ▽8:35 武田鉄矢・今朝の三枚おろし（文化放送） | 7:00 江刺拍洋のモーニングディライト ▽7:25 情報宝島（ニッポン放送） ▽8:00 話題のアンテナ 日本全国8時です（TBSラジオ） ▽8:20 ENEOSプレゼンツ あさナビ（ニッポン放送） ▽8:27 羽田美智子のいってらっしゃい（ニッポン放送） ▽8:35 武田鉄矢・今朝の三枚おろし（文化放送） ▽10:00 夏井いつきの一句一遊 |
| 9 | 9:00 熊本フミのどーならい! ▽10:00 夏井いつきの一句一遊 | 9:00 熊本フミのどーならい! ▽10:00 夏井いつきの一句一遊 | 9:00 熊本フミのどーならい! ▽10:00 夏井いつきの一句一遊 | 9:00 熊本フミのどーならい! ▽10:00 夏井いつきの一句一遊 | 7:00 江刺拍洋のモーニングディライト ▽7:25 情報宝島（ニッポン放送） ▽8:00 話題のアンテナ 日本全国8時です（TBSラジオ） ▽8:20 ENEOSプレゼンツ あさナビ（ニッポン放送） ▽8:27 羽田美智子のいってらっしゃい（ニッポン放送） ▽8:35 武田鉄矢・今朝の三枚おろし（文化放送） ▽10:00 夏井いつきの一句一遊 |
| 10 | 9:00 熊本フミのどーならい! ▽10:00 夏井いつきの一句一遊 | 9:00 熊本フミのどーならい! ▽10:00 夏井いつきの一句一遊 | 9:00 熊本フミのどーならい! ▽10:00 夏井いつきの一句一遊 | 9:00 熊本フミのどーならい! ▽10:00 夏井いつきの一句一遊 | 7:00 江刺拍洋のモーニングディライト ▽7:25 情報宝島（ニッポン放送） ▽8:00 話題のアンテナ 日本全国8時です（TBSラジオ） ▽8:20 ENEOSプレゼンツ あさナビ（ニッポン放送） ▽8:27 羽田美智子のいってらっしゃい（ニッポン放送） ▽8:35 武田鉄矢・今朝の三枚おろし（文化放送） ▽10:00 夏井いつきの一句一遊 |
| 11 | 9:00 熊本フミのどーならい! ▽10:00 夏井いつきの一句一遊 | 9:00 熊本フミのどーならい! ▽10:00 夏井いつきの一句一遊 | 9:00 熊本フミのどーならい! ▽10:00 夏井いつきの一句一遊 | 9:00 熊本フミのどーならい! ▽10:00 夏井いつきの一句一遊 | 7:00 江刺拍洋のモーニングディライト ▽7:25 情報宝島（ニッポン放送） ▽8:00 話題のアンテナ 日本全国8時です（TBSラジオ） ▽8:20 ENEOSプレゼンツ あさナビ（ニッポン放送） ▽8:27 羽田美智子のいってらっしゃい（ニッポン放送） ▽8:35 武田鉄矢・今朝の三枚おろし（文化放送） ▽10:00 夏井いつきの一句一遊 |
| 11:08 毎日こみきゃん便り | | | | | |
| 11:10 テレフォン人生相談（ニッポン放送） | | | | | |
| 11:30 愛媛新聞ニュース | | | | | |
| 11:35 南海クラシックス | | | | | |
| 11:40 心にプラスワン | | | | | |
| 11:45 片岡礼子のシトラスレター | 11:45 いいものテンミニッツ | 11:45 イマドキショッピング! | 11:45 Nicoのココロのおと | 11:45 ユースケ・かずこの「おひるのガスラジ！」 | |
| 11:55 愛媛新聞ニュース | | | | | |
| 12 | 12:00 Top Up | 12:00 Top Up | 12:00 Top Up | 12:00 Top Up | 12:00 Top Up |
| 13 | 13:00 ナイツ ザ・ラジオショー（ニッポン放送） | 13:00 ナイツ ザ・ラジオショー（ニッポン放送） | 13:00 ナイツ ザ・ラジオショー（ニッポン放送） | 13:00 ナイツ ザ・ラジオショー（ニッポン放送） | 13:00 中川家 ザ・ラジオショー（ニッポン放送） |
| 14 | 13:00 ナイツ ザ・ラジオショー（ニッポン放送） | 13:00 ナイツ ザ・ラジオショー（ニッポン放送） | 13:00 ナイツ ザ・ラジオショー（ニッポン放送） | 13:00 ナイツ ザ・ラジオショー（ニッポン放送） | 13:00 中川家 ザ・ラジオショー（ニッポン放送） |
| 15 | 13:00 ナイツ ザ・ラジオショー（ニッポン放送） | 13:00 ナイツ ザ・ラジオショー（ニッポン放送） | 13:00 ナイツ ザ・ラジオショー（ニッポン放送） | 13:00 ナイツ ザ・ラジオショー（ニッポン放送） | 13:00 中川家 ザ・ラジオショー（ニッポン放送） |
| 15:30 Akiraのみんなだいすき | 15:30 石や兄妹のカタクない話 | 15:30 鍋ゴムPresents シコパン相談所 | 15:30 アグラジ | 15:30 親守歌を歌おう!～歌って出来る親孝行～ | |
| 15:30 Akiraのみんなだいすき | 15:35 南海クラシックス | 15:30 鍋ゴムPresents シコパン相談所 | 15:30 アグラジ | 15:30 親守歌を歌おう!～歌って出来る親孝行～ | |
| 15:40 ニュースな時間 ▽16:00（金） 朗読のヒロバ（TBSラジオ） ▽16:20 あなたにハッピー・メロディ（ニッポン放送） ▽16:35（月） 二宮清純のズバリ!スポーツ ▽17:00 ニュース・パレード（文化放送） ▽17:20（水） DR.ケンゴの歯〜トフル・ライフ ▽17:30 ネットワークトゥデイ（TBSラジオ） ▽17:45 毎日こみきゃん便り | | | | | |
| 16 | | | | | |
| 17 | | | | | |
| 18 | | | | | |
| 18:15 Buy Now | 18:15 南海クラシックス | 18:15 納得!お得!ラジオショッピング | 18:15 Buy Now | 18:15 今旬!いいもの百貨店 | |
| 18:15 Buy Now | 18:25 建通新聞ニュース | 18:15 納得!お得!ラジオショッピング | 18:15 Buy Now | 18:15 今旬!いいもの百貨店 | |
| 18:30 南海クラシックス | 18:30 今旬!いいもの百貨店 | 18:30 南海クラシックス | 18:30 南海クラシックス | 18:30 建通新聞ニュース | |
| 18:40 小林ノートプラス | 18:30 今旬!いいもの百貨店 | 18:30 南海クラシックス | 18:30 南海クラシックス | 18:35 南海クラシックス | |
| 18:45 南海クラシックス | 18:45 南海クラシックス | 18:30 南海クラシックス | 18:30 南海クラシックス | 18:45 RNBドリームナイター | |
| 19 | 19:00 やのひろみの部屋 | 19:00 杉作J太郎のファニーナイト ▽20:30 （水）たけやま3.5 武田雛歩の嶺上開花(りんしゃんかいほう)!（木）家藤正人の『一句一遊』虎の巻 | 19:00 杉作J太郎のファニーナイト ▽20:30 （水）たけやま3.5 武田雛歩の嶺上開花(りんしゃんかいほう)!（木）家藤正人の『一句一遊』虎の巻 | 19:00 杉作J太郎のファニーナイト ▽20:30 （水）たけやま3.5 武田雛歩の嶺上開花(りんしゃんかいほう)!（木）家藤正人の『一句一遊』虎の巻 | |
| 20 | 19:00 やのひろみの部屋 | 19:00 杉作J太郎のファニーナイト ▽20:30 （水）たけやま3.5 武田雛歩の嶺上開花(りんしゃんかいほう)!（木）家藤正人の『一句一遊』虎の巻 | 19:00 杉作J太郎のファニーナイト ▽20:30 （水）たけやま3.5 武田雛歩の嶺上開花(りんしゃんかいほう)!（木）家藤正人の『一句一遊』虎の巻 | 19:00 杉作J太郎のファニーナイト ▽20:30 （水）たけやま3.5 武田雛歩の嶺上開花(りんしゃんかいほう)!（木）家藤正人の『一句一遊』虎の巻 | |
| 21 | 21:00 鳥生洋文のONGAKUな時間 | 19:00 杉作J太郎のファニーナイト ▽20:30 （水）たけやま3.5 武田雛歩の嶺上開花(りんしゃんかいほう)!（木）家藤正人の『一句一遊』虎の巻 | 19:00 杉作J太郎のファニーナイト ▽20:30 （水）たけやま3.5 武田雛歩の嶺上開花(りんしゃんかいほう)!（木）家藤正人の『一句一遊』虎の巻 | 19:00 杉作J太郎のファニーナイト ▽20:30 （水）たけやま3.5 武田雛歩の嶺上開花(りんしゃんかいほう)!（木）家藤正人の『一句一遊』虎の巻 | 21:00 NewJackNankai |
| 21 | 21:00 鳥生洋文のONGAKUな時間 | 21:30 LUNKHEADのレディオマイヘッド | 21:30 ダイアンのTOKYO STYLE（TBSラジオ） | 21:30 かまいたちの ヘイ!タクシー! （TBSラジオ） | 21:30 おとくいさま |
| 22 | 21:00 鳥生洋文のONGAKUな時間 | 22:00 レコメン!（文化放送） | 22:00 レコメン!（文化放送） | 22:00 レコメン!（文化放送） | 22:00 宮崎ユウのラジオに帰ろう! |
| 22 | 21:00 鳥生洋文のONGAKUな時間 | | 22:30 沼ぴぃ&みなみのアニメでハッピー | | |
| 22 | 21:00 鳥生洋文のONGAKUな時間 | | 22:40 南海クラシックス | | |
| 22 | 21:00 鳥生洋文のONGAKUな時間 | | 22:50 エヒメ⚡ケンの歌っちゃえひめ! | | |
| 23 | 21:00 鳥生洋文のONGAKUな時間 | | | | 23:00 銀シャリのおむすびラジオ |
| 23 | 21:00 鳥生洋文のONGAKUな時間 | | 23:30 亀淵昭信のお宝POPS（火曜会） | | |
| 0 | | | | | 0:00 嵐・相葉雅紀のレコメン! アラシリミックス （文化放送） |
| 1 | 1:00 山田裕貴の オールナイトニッポン （ニッポン放送） | 1:00 星野源の オールナイトニッポン （ニッポン放送） | 1:00 乃木坂46の オールナイトニッポン （ニッポン放送） | 1:00 ナインティナインの オールナイトニッポン （ニッポン放送） | 1:00 霜降り明星の オールナイトニッポン （ニッポン放送） |
| 2 | 1:00 山田裕貴の オールナイトニッポン （ニッポン放送） | 1:00 星野源の オールナイトニッポン （ニッポン放送） | 1:00 乃木坂46の オールナイトニッポン （ニッポン放送） | 1:00 ナインティナインの オールナイトニッポン （ニッポン放送） | 1:00 霜降り明星の オールナイトニッポン （ニッポン放送） |
| 3 | 3:00 キタニタツヤの オールナイトニッポン0(ZERO) （ニッポン放送） | 3:00 あのの オールナイトニッポン0(ZERO) （ニッポン放送） | 3:00 佐久間宣行の オールナイトニッポン0(ZERO) （ニッポン放送） | 3:00 マヂカルラブリーの オールナイトニッポン0(ZERO) （ニッポン放送） | 3:00 三四郎の オールナイトニッポン0(ZERO) （ニッポン放送） |
| 4 | 3:00 キタニタツヤの オールナイトニッポン0(ZERO) （ニッポン放送） | 3:00 あのの オールナイトニッポン0(ZERO) （ニッポン放送） | 3:00 佐久間宣行の オールナイトニッポン0(ZERO) （ニッポン放送） | 3:00 マヂカルラブリーの オールナイトニッポン0(ZERO) （ニッポン放送） | 3:00 三四郎の オールナイトニッポン0(ZERO) （ニッポン放送） |
| 4:30 上柳昌彦 あさぼらけ（ニッポン放送） | | | | | 3:00 三四郎の オールナイトニッポン0(ZERO) （ニッポン放送） |

#### 週末
| 時                                 | 土曜日 | 日曜日                                                                                                   |
| ---------------------------------- | --- | --- |
| 5                                  | 5:00 フィロソフィーのダンス・奥津マリリのこっそりやってまラジオ                                                                                                 | 5:00 はやしべさとし〜叙情歌を道連れに〜                                                                  |
| 5                                  | 5:15 松原健之・Bitter & Sweetの音茶メロらじお | 5:15 明日への扉〜いのちのラジオ〜 ～未来へ向かって～栄光のレジェンド（ラジオ関西）                       |
| 5                                  | 5:30 通販ラジオ生活便 | 5:15 明日への扉〜いのちのラジオ〜 ～未来へ向かって～栄光のレジェンド（ラジオ関西）                       |
| 5                                  | 5:45 1万年堂出版の時間 | 5:45 キリストへの時間                                                                                    |
| 6                                  | 6:00 天使のモーニングコール（幸福の科学） | 6:00 由紀さおりのハッピーモーニング（かしわプロダクション）                                              |
| 6                                  | 6:00 天使のモーニングコール（幸福の科学） | 6:10 解決!知っ得プレミアム                                                                               |
| 6                                  | 6:00 天使のモーニングコール（幸福の科学） | 6:25 信仰の時間                                                                                          |
| 6                                  | 6:30 解決!知っ得プレミアム | |
| 6                                  | 6:35 RNBインフォメーション | |
| 6                                  | 6:40 わくわくお届け便 | |
| 6                                  | 6:45 心のともしび | |
| 6                                  | 6:50 good day | |
| 6                                  | 6:55 おはよう!ニッポン全国消防団（ニッポン放送） | |
| 7                                  | | |
| 7:05 せきぐちあいみのVirtual Radio | 7:05 世の光いきいきタイム | |
| 7:20 イマドキショッピング          | 7:20 納得!お得!ラジオショッピング | |
| 7:35 ユニバラえひめ                | 7:35 ラジオ遍路・88の音巡り（四国AMラジオ4局共同制作） | |
| 7:45 まいどあり〜。                | 7:45 good day | |
| 8                                  | 8:00 話題のアンテナ 日本全国8時です（TBSラジオ） | 8:00 ONE-J（TBSラジオ） ▽8:55 ONE-えひめ                                                                 |
| 8                                  | 8:15 Smile mix ▽8:20 ラジオ遍路・88の音巡り（再放送、四国AMラジオ4局共同制作） ▽9:20 Kippis おはようフィンランド ▽10:40 クローバーコラム〜The Zen〜（第2・4週） | 8:00 ONE-J（TBSラジオ） ▽8:55 ONE-えひめ                                                                 |
| 9                                  | | 8:00 ONE-J（TBSラジオ） ▽8:55 ONE-えひめ                                                                 |
| 10                                 | 10:00 ヒコヒコジョッキー「ラジオマンの憂鬱」 | |
| 11                                 | 10:00 ヒコヒコジョッキー「ラジオマンの憂鬱」 | |
| 11:10 今旬!ラジオショッピング      | 10:00 ヒコヒコジョッキー「ラジオマンの憂鬱」 | |
| 11:20 おーい中村さん!              | 10:00 ヒコヒコジョッキー「ラジオマンの憂鬱」 | |
| 11:30 まいどあり〜。               | 10:00 ヒコヒコジョッキー「ラジオマンの憂鬱」 | |
| 11:45 みんなの松山                 | 10:00 ヒコヒコジョッキー「ラジオマンの憂鬱」 | |
| 11:55 RNBインフォメーション        | 10:00 ヒコヒコジョッキー「ラジオマンの憂鬱」 | |
| 12                                 | 12:00 坂の上のラジオ | 12:00 ラジオエッセイ くめさんの空                                                                        |
| 12                                 | 12:00 坂の上のラジオ | 12:20 Dr.角南のOH!脳!?                                                                                   |
| 12                                 | 12:00 坂の上のラジオ | 12:40 旬!SHUN!ピックアップ                                                                               |
| 12                                 | 12:00 坂の上のラジオ | 12:55 愛媛新聞ニュース                                                                                   |
| 13                                 | 13:00 井坂彰のサタデーライブ | 13:00 爆笑問題の日曜サンデー（TBSラジオ）                                                                |
| 14                                 | 13:00 井坂彰のサタデーライブ | 13:00 爆笑問題の日曜サンデー（TBSラジオ）                                                                |
| 15                                 | 13:00 井坂彰のサタデーライブ | 13:00 爆笑問題の日曜サンデー（TBSラジオ）                                                                |
| 16                                 | 16:00 ザ・VOICE | 16:00 社長のミカタ                                                                                       |
| 16                                 | 16:00 ザ・VOICE | 16:15 今旬!いいもの百貨店                                                                                |
| 16                                 | 16:00 ザ・VOICE | 16:25 愛媛新聞ニュース                                                                                   |
| 16                                 | 16:30 南海クラシックス | 16:30 南海クラシックス                                                                                   |
| 16                                 | 16:30 南海クラシックス | 16:40 小春日和 楽しい老後計画                                                                            |
| 16                                 | 16:50 遍路の里 四国から死に学び生を考える〜看取りを文化に〜 | |
| 17                                 | 17:00 門田洋子の青春同窓会 | 17:00 学校ラジオ（第1週）田丸雅智の不思議なセカイ（第2週）南海クラシックス（第3・4・5週）                |
| 17                                 | 17:00 門田洋子の青春同窓会 | 17:15 みかん星交響曲                                                                                     |
| 17                                 | 17:30 納得!お得!ラジオショッピング | 17:30 世界の中心で愛を伝える!青年海外協力隊（第1・3週）ラジオセラピー〜幸せを育む心理学〜（第2・4・5週） |
| 17                                 | 17:30 納得!お得!ラジオショッピング | 17:40 週刊ココ大ラジオ                                                                                   |
| 17                                 | 17:45 ウィークエンドネットワーク（TBSラジオ） | |
| 17                                 | 17:50 LIVING TOGETHER フレー、フレーCARE STAFF!! | |
| 18                                 | 18:00 J-POPシャッフル | 18:00 中四国ライブネット（中国四国8局輪番制作）                                                          |
| 18                                 | 18:30 小料理屋しらかみ | 18:00 中四国ライブネット（中国四国8局輪番制作）                                                          |
| 19                                 | 19:00 友近ママの魔法の引出し | 18:00 中四国ライブネット（中国四国8局輪番制作）                                                          |
| 20                                 | 19:00 友近ママの魔法の引出し | 20:00 ショーゴと日曜B                                                                                    |
| 20                                 | 20:30 俺の懐メロリクエスト | 20:00 ショーゴと日曜B                                                                                    |
| 21                                 | 21:00 杉作J太郎のファニーナイト ▽21:50 井上音生のNEOラジ | 20:00 ショーゴと日曜B                                                                                    |
| 21                                 | 21:00 杉作J太郎のファニーナイト ▽21:50 井上音生のNEOラジ | 21:30 松本隆博の人生遊歩道                                                                               |
| 22                                 | 21:00 杉作J太郎のファニーナイト ▽21:50 井上音生のNEOラジ | 22:00 まんだい・えいじのイエス!You CAN                                                                   |
| 22                                 | 21:00 杉作J太郎のファニーナイト ▽21:50 井上音生のNEOラジ | 22:30 ももいろクローバーZ ももクロくらぶxoxo（ニッポン放送）                                             |
| 23                                 | 23:00 Sky presents 藤原竜也のラジオ（朝日放送ラジオ） | 23:00 あにまにあ（北陸放送）                                                                             |
| 23                                 | 23:30 SixTONESのオールナイトニッポンサタデースペシャル（ニッポン放送）                                                                                          | 23:30 水樹奈々 スマイルギャング（文化放送）                                                              |
| 0                                  | 23:30 SixTONESのオールナイトニッポンサタデースペシャル（ニッポン放送）                                                                                          | （0:00 - 5:00 放送休止）                                                                                 |
| 1                                  | 1:00 オードリーのオールナイトニッポン（ニッポン放送） | （0:00 - 5:00 放送休止）                                                                                 |
| 2                                  | 1:00 オードリーのオールナイトニッポン（ニッポン放送） | （0:00 - 5:00 放送休止）                                                                                 |
| 3                                  | 3:00 オールナイトニッポン0(ZERO) ヤーレンズのオールナイトニッポン0(ZERO)（最終週）（ニッポン放送）                                                              | （0:00 - 5:00 放送休止）                                                                                 |
| 4                                  | 3:00 オールナイトニッポン0(ZERO) ヤーレンズのオールナイトニッポン0(ZERO)（最終週）（ニッポン放送）                                                              | （0:00 - 5:00 放送休止）                                                                                 |

#### その他
- 南海クラシックス（随時放送）（番組名の数字は、放送時間を示す）
- RNBドリームナイター（ナイターシーズン）
- 愛媛マラソン（2月第1日曜 8時台 - 16時台、年次によって放送時間は変動する）
- ボートレースラジオ実況中継（文化放送、SG競走優勝戦開催日 16:30 - 16:55または20:30 - 20:55）※[注釈 26]
- 新春スポーツスペシャル 箱根駅伝実況中継（文化放送、毎年1月2・3日 9:00 - 14:00）※
- スポーツスペシャル 天皇盃全国男子駅伝（中国放送、毎年1月第3日曜日 12:15 - 15:15）
- ザ・江刺ショー（ネット番組の『ザ・ラジオショー』が制作局都合で休止される主に祝日の13:00 - 15:30に放送。メインパーソナリティは江刺伯洋、パートナーは清家夕貴（報道部デスクながらこの番組のプレゼンタを兼ねる））

### 過去に放送した番組

#### 自社制作番組
平日朝
- ひめさぶろうの花の歳時記（平日 6:30 - 6:35、? - 2021年3月26日）
- おはようなんかい（1981年10月5日 - 、8:30 - 11:00）
- おはよう!ナイスモーニング（7:15 - 11:00→7:15 - 9:00）
- あっぱれ!ワイド（7:15 - 11:10）
- Y@M@-DON（月火）・ES@-BON!（水木）
- JOAF!らくさぶろうのモーニングおん!（2002年10月 - 2013年3月、月 - 金曜 6:55 - 11:10）
- エブリモーニング（2013年4月 - 2013年9月、月曜 - 水曜、金曜 6:55 - 11:10、木曜 6:55 - 10:25）
- くまたまラジオ（月曜 - 水曜 6:55 - 11:10、木曜 6:55 - 10:25）

平日昼前
- 奥さまのしおり（1969年8月 - 、9:00 - 9:55）
- 9時半です、奥さんご一緒に（9:30 - 9:55）
- TODAYパトロール（1969年4月 - 、10:10 - 11:30）
- こんにちはなんかい（1972年11月6日 - 、8:30 - 11:15）
- なんかいリビングロータリー

平日昼過ぎ
- 思い出のリズム→おもひでのリズム21
- RNBクイズショー「ザ・INAZO」【ザ・イナゾー】（2002年10月7日 - 2015年3月27日、月曜 - 金曜 12:00 - 13:00）
- ザ・INAZO ライブ!（月曜 - 金曜 12:00 - 13:55、2015年3月30日 - 2016年3月28日）
- 1616リクエスト（月曜 - 金曜 13:00 - 13:15）
- 2時です、ラジオです（1977年10月3日 - 1979年9月、14:00 - 16:00）
- アフタヌーンなんかい（1979年10月 - 1981年10月2日、14:00 - 16:00）
- Sun サン・ワイド（1981年10月5日 - 、14:00 - 16:30）
- はやしひろひこのわがままステーション（14:00 - 16:00）
- ときめいてGOGO（14:00 - 17:00）
- SOね山ちゃん!どんどんワイド（13:30 - 16:30）
- まいど!→まいど!DX（月曜 - 木曜 13:35 - 16:50）
- PALPALワイド 本気?ラジ!（ - 2011年3月31日）
- PALPALワイド本気?ラジ!f（2011年4月4日 - 9月29日）
- 大盛り 特盛り 「ゴゴモリ!!」（2011年10月3日 - 、月曜 - 木曜 13:45 - 16:50）
- うぃず（月曜〜金曜 13:15〜15:55、2013年4月1日 - 2015年3月27日）
- レッツ・ゴー Capy（15:00 - 16:00）

平日夕方
- みゅーじっく・まらそん（1968年4月1日 - 、16:10 - 17:00）
- TODAYえひめ（1987年10月12日 - ）
- TODAY
- THE RADIO NEWS × Ch.4（月曜 - 金曜 18:00 - 18:30）

平日夜（ナイターオフ）
- こんばんはなんかい（1975年10月6日 - ）
- まどんな倶楽部（1989年10月 - 、19:00 - 21:00）

平日夜
- ほいでもってるんるん（21:05 - 22:50）
- 16 space in the night
- MOTTO!!（月曜 - 金曜 21:30 - 22:00、2015年9月29日 - 2020年3月26日）
- 痛快!杉作J太郎のどっきりナイト7（日曜・月曜 21:00 - 21:30、火曜 - 金曜 19:00 - 21:30、土曜 21:00 - 23:00、2019年4月 - 2020年3月29日）
- アナログRADIOあっとまーく（2004年4月 - 2005年3月）
- あっとまーく2005（2005年4月 - 2005年9月）
- 王様の耳?ロバの耳!（2005年10月 - 2007年3月）
- 青春シャッフル（2007年4月2日 - 2008年9月26日、22:00 - 24:00）
- 寺尾ラジオん。
- 夜のバラード（23:50 - 24:00）

平日深夜
- WAI-YOUNG（1970年6月29日 - 、0:30 - 1:00）
- やのひろみのラジコミ!

金曜日
- 真さんの花の金曜またたびワイド(9:00 - 16:30)→真さんのいよ!AM-igo
- モーニングおん!フライデー
- ますます、いよし。おでかけウィークエンド（金曜 11:45 - 11:50、? - 2021年3月26日）
- それゆけ!真ちゃん!!（金曜 12:00 - 13:00および13:45 - 16:50）
- らくさぶろうの金曜モノがたり
- 松山大学ムーンナイトゼミナール（金曜 23:00 - 23:20）

土曜日
- 土曜ワイドスクランブルラジオ
- わいわいサタデー1・2・3（1987年4月16日 - ）
- 山下泰則のわいわいサタデー（7:00 - 10:55）
- 土曜ワイドいけいけサタデー（7:00 - 14:00）
- サタデー山どん「山ちゃんの土曜日」
- 帰ってきた いけいけサタデー
- 木藤たかおのラジオ宣言（2005年4月 - 、6:55 - 10:50）
- 木藤たかおのラヂオ本町!一丁目一番地!（2006年11月18日 - 、7:10 - 13:00）
- フォーマットRADIO 江刺伯洋・宮坂珠理の土曜Press-Club（土曜 9:00 - 12:00）
- サッシー!みやじー! 土曜はどうよ!（土曜 7:10 - 13:00）
- あしたは日曜日
- 土曜だGoGo大街道（1975年5月 - 1977年）
- ジョイ・ジョイ・サタデー（1972年10月8日 - ）
- ラジオ天国 ホットホットサタデー（13:00 - 16:30）
- あいたかしのきっと!ヒット!歌謡曲→きっと!ヒット!歌謡曲
- みゆきのWeekend-C@fe
- さやかのウィークエンドにつかまえて!
- 林浩彦のファンキー・Week-end
- 究クエ ※テレビ同時放送
- 四国クローバーネット おやつドキッ!（2005年4月3日 - 2010年10月2日）
- Week-endグリップC@fe（土曜 16:00 - 16:55）
- R-40（土曜 18:30 - 19:00）
- なんかいなんでも電話リクエスト
- RNBアーカイブス オールド・ファッションド・プログラム（土曜 19:00 - 20:00）
- 梅錦メール通信 寺尾英子の酔ってらっしゃい!
- SEI☆YES（土曜 23:00 - 23:30）

日曜日
- サンデージャーナル 週刊ガンバルジン
- れっつごー永田町
- モーニングプロジェクト
- サンデーYAMA-DON「山ちゃんの日曜日」
- 寺尾英子のビューティフルサンデー
- 宇都宮民のビューティフルモーニング（2004年 - 2008年9月28日）
- 佐伯りさのとっておき!（2008年10月5日 - 2009年3月29日）
- やまちゃんの日曜日（2009年4月5日 - 2009年10月4日）
- フォーマットRADIO 木藤たかおの日曜Press-Club（2006年4月 - 2014年3月30日、日曜 9:00 - 12:00）
- 江刺伯洋のおかげサンデー（日曜 9:00 - 12:00）
- サンデー・ワイド「地球を歩きまショー」
- ララの音楽アーカイブ
- JOAF!音楽アーカイブ
- JUST IN TIME DOCOSUTA 真昼間のシンデレラ
- 戒田節子の日曜はダメよ
- 英子の日曜はダメよ
- 松沢はつみのミュージックシャッフル（2007年4月8日 - 2010年3月28日、13:00 - 16:30）
- 松沢はつみの南海クラシックス（2010年4月4日 - 2015年3月29日、日曜 12:00 - 16:00）
- GROOVIN SUNDAY[140]（2015年4月5日 - 2016年9月、日曜 13:00 - 16:00）
- CHAKOのサウンド・クリッパー（15:00 - 16:55）
- 唯我独尊の唯我独尊（日曜 16:30 - 16:40、2019年5月5日 - 2020年9月27日）
- 河野兵市のドリームアドベンチャー（1997年7月6日 - 1997年10月12日）
- 短くて短い物語（日曜 17:00 - 17:15、? - 2021年3月28日）
- SUNSET JAZZ LOUNGE（日曜 17:30 - 17:40、? - 2021年3月28日）
- たまいまさこの日曜ラジオデイズ
- らくさぶろうのココシミにちようび
- 藤田晴彦のAllnight-NANKAI
- 1116 Night School 第一マホラマ。学園
- POPSヒコヒコタイム

その他
- へいはちのホンネぼろぼろ
- 甘い夜です!まゆみんぐジョッキー
- 思い出のアンソロジー
- コロンビアヤングミュージック
- サテライトイブハタダ
- あなたのショータイム
- サテライトプランタンDJスポット
- なんかい歌のベストテン
- ほっとステーション
- どっこい青春
- 突撃放送局　ナイトハンター→ザ・ナイトハンター（1991年4月 - 1994年9月）
- 小林真三、なんかいやるの?
- 夜はナンション!?
- るんるんワイド90分
- Nancyヒットセレクション
- みせ・ゆういちのおまけのQ!太郎
- 星空のランデブー
- COKE on time 真さんのこぴこぴウェイブ
- アシアナ航空レインボータイム
- ゆうせん今週の歌謡ベストテン
- ザ・ミュージックステーション
- サウンドシティ
- 中井宙弥 居酒屋巡礼（月曜 18:30 - 19:00）
- 奥さんご一緒に
- モーニングステーション
- Run Run call
- 飛さんのシネマ・シャングリラ
- 恋ラジ。ミッドナイトキッス
- 山本智子の週刊山智部屋
- 守屋浩の僕はおじっち・泣いちっち
- 坂上二郎の歌謡曲飛びます!飛びます!
- らくやのぉの逆襲
- ラジオ症候群「土曜はどうよ!?」
- プロフェッサー樋口のMR.マンデー
- 宇都宮民のおいしい朝ラジオ
- やぶから卵!〜かぐや姫を探せ〜
- じんじん地獄時間
- 志奈子先生の音楽感
- ひめキュン・生ラジオ缶
- JOAF!熊本フミのモーニングおん!
- CHICテイスティングノート（月曜 23:00 - 23:50）
- ぶっくまーく!（テレビと同時放送、木曜 10:25 - 11:10、2012年10月4日 - 2015年3月26日）
- らくやのぉ
- あさラテ（テレビ同時放送）
- 情熱人×木藤たかお
- 友近ママ＝千鶴の部屋へようこそ
- 晴彦・はつみのサンデーライブ!
- ゆりあの夜食代わり（月曜 21:30 - 21:45、- 2017年9月25日）
- ヤクルト応援団
- 正岡省吾のRADIO monster
- まっすんのこれかラジオ♪〜そこに風が吹いているか〜（月曜 18:30 - 19:00）
- Cha-kaと美菜の女子部屋（日曜、23:00 - 23:30） - もともと平日夜の帯番組であったが、週1回の放送に移動
- 千坂英樹の活き生きライフ（月曜・水曜・金曜 14:50 - 14:55、2012年2月6日 - 2020年3月30日）
- おーい中村さん!（土曜 11:20 - 11:30、? - 2021年3月27日）
- トライシグナルの＃月曜日からご褒美
- VERY GOOD +PLUS（? - 2021年9月 / 日曜 20:30 - 21:00）
- WMPアンラヂ（2015年4月 - 2022年9月）
- ちゃんゆ胃の胃袋満たします（? - 2024年3月29日）[注釈 27]
- FC今治のもじゃもじゃカナイのわちゃわちゃラジオ（ - 2024年3月29日、金曜 22:40 - 23:00）
- 週刊 みきゃんラジオ（土曜 11:10 - 11:20）

## テレビ

### スタジオ
樋又の旧社屋時代には、汎用スタジオである通称『コアスタジオ』と報道スタジオを設けていたが、本町会館移転後はすべての自社制作番組のスタジオを報道スタジオ1つに集約し、2019年現在は『Ch.4(移転当初は『おかえりテレビ』18時台の『NEWSリアルタイムえひめ』)』および『なんかいNEWS』等のスポットニュース用のセット、『Beans』用のセット、『もぎたてテレビ(旧社屋時代も報道スタジオ内にセットを設置していた)』用のセットが設けられている。(移転から2013年まではスポットニュース用のブースも別途設けられていたが、『Ch.4』のセットに集約された。)報道スタジオでは、『Ch.4』およびスポットニュース用セットの背後に副調整室があり、さらに副調整室に隣接する形で報道フロアが設けられている為、スタジオを使用するすべての自社番組を1フロアのみで制作することが可能な造りとなっている。

### ネットワークの移り変わり
- 1958年（昭和33年）12月1日 - テレビ放送開始。日本テレビ・ラジオ東京テレビ（現・TBSテレビ）とネットを組む。
- 1959年（昭和34年）3月1日 - 日本教育テレビ（NET、現・テレビ朝日）・この日開局したフジテレビとネットを組む。
- 1966年（昭和41年）4月1日 - ニュースネットワークNNNに加盟。
- 1967年（昭和42年）6月 - 民間放送教育協会に加盟。
- 1969年（昭和44年）12月10日 - テレビ愛媛の開局により、フジテレビの番組およびTBSテレビ、NETの一部番組も移行[注釈 28]。
- 1972年（昭和47年）6月14日 - この日発足したNNSに加盟。
- 1975年（昭和50年）3月31日 - 関西地区の腸捻転解消により、朝日放送制作の番組がTBS系列扱いからNET系列扱いに、毎日放送制作の番組がNET系列扱いからTBS系列扱いにそれぞれ変更される。当時の愛媛県にはどちらの系列局もなかったため、引き続き編成に応じてテレビ愛媛と共有した。
- 1992年（平成4年）10月1日 - 伊予テレビ（現・あいテレビ）の開局により、大半のTBSテレビの番組が移行。朝番組の番組販売でのJNN参加を取りやめる（この時期は朝にNNN→ANN[注釈 29]→JNNと3系列のニュースが放送されていたことになる）。
- 1993年（平成5年）10月1日 - この日をもってTBSテレビの番組があいテレビに完全移行される。
- 1995年（平成7年）4月1日 - 愛媛朝日テレビの開局により、テレビ朝日の番組が民教協制作分など一部例外を除いて移行される。

#### TBSテレビとの関係
- テレビ放送開始当時のRNBは、日本テレビやラジオ東京テレビ（現：TBSテレビ）などを中心にしたクロスネット編成であったが、瀬戸内海周辺にはラジオ中国（現・中国放送）[注釈 30] や山陽放送（現・RSK山陽放送）、ラジオ大分（現・大分放送）[注釈 31] などがJNN系列入りし、お互いにサービスエリアが重複することや営業面での再考の必要が生じた。TBS側の記録では、ラジオ東京系列に参加する予定の南海放送に対し、RCC中国放送がサービスエリアの重複を恐れて、TBS側に加盟を拒否することを打診。当時の南海放送の山中社長がラジオ東京を訪れた際に長時間待たされ、立腹し帰ったというエピソードも残されている[141]。これに加えて、何よりマイクロ回線の都合[注釈 32] から、正式なテレビネットワークとしてはラジオ東京テレビ系列ではなく日本テレビ系列入りすることになる[142][143]。
- ただし、ラジオでのネットワーク関係も相まってTBSテレビとの関係はきわめて良好だった。JNN協定の関係で、取材・配信には原則として参加できないものの、「番販」及び「準系列局」扱いで『JNNニュース』の放送が認められた[注釈 33] 他、平日朝7時台は『ヤング720』[注釈 34] 以来、1992年9月30日まで『ビッグモーニング』のネットを受け、制作にも協力していた。そのため1992年10月のあいテレビの開局までは、『ズームイン!!朝!』（日本テレビ系）を放送していない。これは秋田放送も同様である。現在も現役の山下泰則アナや戒田節子アナが地元レポーターとして登場していた。山下アナはそのまま『ズームイン!!朝!』のRNB初代レポーターとなりしばらく担当していた。
  - RNBでの『ズームイン』ネット開始後、NNSの結束力が強化され、視聴率が同局を含め日テレ系列全局でトップとなった。
  - 『ザ・ベストテン』は、愛媛県からの中継も裏送りの形で参加し、戒田節子や松沢はつみ、宇都宮基師ら南海放送アナウンサーがリポーター（“追っかけマン”・“追っかけウーマン”）を担当した。
- あいテレビ開局後も半年〜1年間は、TBSテレビ系の一部の番組を放送し続けていた。スポンサーの関係で『関口宏のサンデーモーニング』が開局後半年間、毎日放送制作『すてきな出逢い いい朝8時』『地球ZIG ZAG』が開局後1年間移行されずに放送されていた[注釈 35]。
- 1970年と1981年には『輝く!日本レコード大賞』を同時ネットする[注釈 36]。1970年は20:00からの飛び乗りで[注釈 37]、1981年は全編フルネットで放送した[146]。
- 『オールスター赤面申告!ハプニング大賞』の前身番組『NG大祭典』では、当時RNBと秋田放送がネット受けと中継への入中に参加していた朝の情報番組枠でのこの両局からの中継も系列外ながら紹介されていた。
- TBSテレビ系列番組で、略称で表記する場合は日本テレビ系番組やローカル番組と異なる「RNB」のロゴ（福島放送の『KFB』ロゴに似た細めで横長のデザイン）が使われることがあった一方、「南海放送」と表記する場合は正式ロゴが使われていた。
- ラジオ放送でも、1965年から1979年まではTBSラジオをキー局とするJRNの単独加盟局であったが、民放AMラジオのプロ野球中継における読売ジャイアンツ主催試合のRFラジオ日本・TBSラジオによる複占と、その報復としてのヤクルトスワローズ・横浜大洋ホエールズ主催試合の文化放送・ニッポン放送による複占の煽りを受ける形で、文化放送・ニッポン放送をキー局とするNRNにも加盟した[注釈 38]。

### テレビ放送所

#### デジタル放送
【概要】
- 松山地方の既設のアナログUHF局が、伊予市の行道山に送信所を設けていたため、視聴者の利便性を考慮して同地に送信所を設けることとなった。当初、既設局と共用する方向で調整したが利用料などの折合いが付かず断念。
- こうして親局の行道山送信所は、2003年NHKと共同建設に関する覚書を締結。2006年に完成した。

リモコンキーID 4
松山 JOAF-DTV 20ch 1kW
新居浜 47ch 300W
川之江 47ch 10W
今治 47ch 10W
中山 34ch 3W
宇和石城 14ch 1W
宇和島 20ch 50W
松山北条 20ch 1W
新八幡浜 57ch 10W
八幡浜 57ch 20W
大洲 31ch 10W
内子 32ch 3W
南宇和 20ch 10W
宇和 43ch 1W
野村 20ch 1W
大三島 20ch 3W
久万 20ch 3W
美川 15ch 3W
菊間 20ch 10W
川内 19ch 1W

#### アナログ放送
2011年（平成23年）7月24日終了時点
可視聴区域は愛媛県、山口県岩国市、柳井市、周防大島等南東部、広島県廿日市市、呉市、尾道市因島等の瀬戸内海沿岸部、高知県宿毛市の一部、大分県東部沿岸部、宮崎県北部沿岸部で視聴可能であった。

##### 松山テレビジョン
【概要】

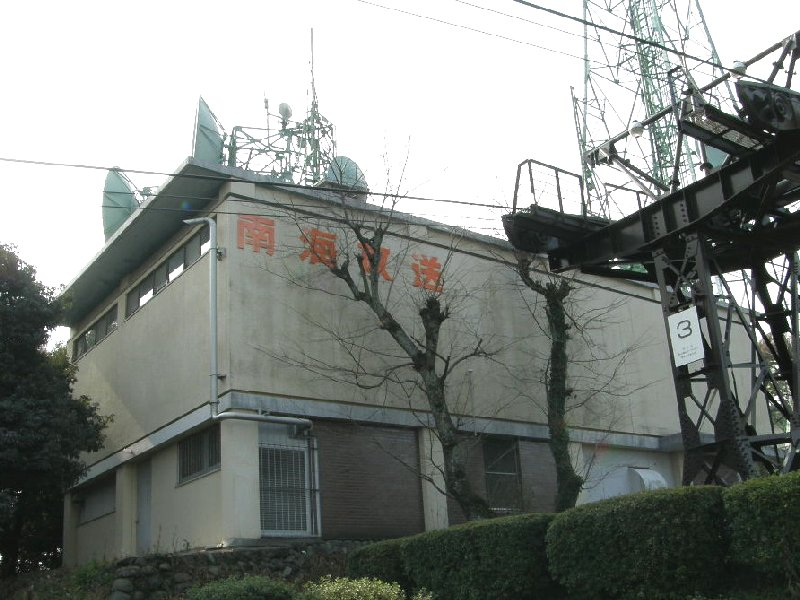
城山テレビ送信所（松山アナログ）

- 1958年（昭和33年）12月1日、県内初の民放テレビ局として開局。
- 同時に中・四国で初めて、自社番組制作用のテレビスタジオを設置。当時、西堀端にあった本社が手狭だったため、城山の中腹に建設されたテレビ局舎内に併設、1964年の道後地区への本社移転まで使用された。
- 他のラテ局が開局時に「ラジオ局のテレビ」といった呼称をつける傾向にあった中、開局当初から正式名称である「南海放送」の呼称を使用している。ただし、新聞や雑誌の番組表では現在でも「南海テレビ」と表記されることがある。
- 1961年（昭和36年）12月には八幡浜・宇和島両テレビ局が開局、新居浜局とともに県内テレビ放送網を確立。現在は中予・南予地方を中心に53のテレビ局を設置している。
- 2011年（平成23年）7月24日のアナログ放送終了によって、城山のテレビ送信所は52年7か月の歴史に終止符を打った。

中予地方
（松山市）
松山 JOAF-TV 10ch 5kW
北条 43ch 10W
北条立岩 11ch 1W
北条浅海 47ch 1W
松山祝谷 58ch 0.1W
（東温市）
川内 49ch 10W
（伊予市）
中山 30ch 30W
（伊予郡砥部町）
砥部 62ch 3W
（上浮穴郡久万高原町）
久万 8ch 10W
美川 43ch（9chから変更） 10W
久万菅生 44ch 0.1W
東予地方
（今治市）
今治 34ch 100W
南予地方（南予北部）
（大洲市）
大洲 11ch 30W
長浜 58ch 3W
大洲野佐来 59ch 0.1W
（喜多郡内子町）
内子 52ch 30W
小田 61ch 30W
（八幡浜市）
新八幡浜 19ch 100W
八幡浜五反田 11ch 1W
保内喜木 44ch 0.1W
（西宇和郡伊方町）
八幡浜 4ch 250W
三崎 50ch 3W
（西予市）
宇和 62ch 10W
東宇和 51ch 10W
野村 61ch 10W
三瓶 53ch 3W
城川 11ch 1W
明浜 56ch 1W
宇和正信 61ch 0.1W
三瓶周木 54ch 0.1W
野村愛宕 37ch 0.1W
南予地方（南予南部）
（宇和島市）
宇和島 10ch 75W
津島 51ch 10W
吉田 60ch 10W
津島御槙 39ch 3W
宇和島保手 59ch 0.1W
宇和島下高串 47ch 0.1W
宇和島高光 56ch 0.1W
宇和島保田 50ch 0.1W
宇和島薬師谷 58ch 0.1W
津島嵐 54ch 0.1W
津島横浦 54ch 0.1W
津島塩定 53ch 0.1W
吉田立目 58ch 0.1W
吉田中ノ浦 47ch 0.1W
吉田御殿内 44ch 0.1W
（北宇和郡鬼北町）
日吉 50ch 10W
（北宇和郡松野町）
松野 4ch 1W
（南宇和郡愛南町）
御荘 5ch 100W
西海 61ch 10W
城辺深浦 34ch 10W
城辺深浦中 60ch 0.1W
西海久家 39ch 0.1W

##### 新居浜テレビジョン
【概要】
- 1960年（昭和35年）6月1日、県内では2番目の、東予地方では初の民放テレビ局として開局。その後、東予地区にコールサインを割り当てたテレビ送信所は作られず、東予地区唯一の独自コールサインを持つテレビ局となった。
- 旧郵政省の第1次チャンネルプランにより割り当てられたことと、当時は送信施設の無人化が困難だったこと、それに将来的に東予地方向けの自主編成をも見据えていたことなどから、開局当初から新居浜局独自のコールサインが割り当てられている。しかしながら、松山局の中継を主としていることや、1974年（昭和49年）10月、東予地方で唯一松山局を親局とする「今治局」の開局により、東予地方向けの自主放送が事実上出来なくなったことなどから、新居浜局独自の番組制作・編成は今もって行われていない。
- 以下、今治局を除く東予地方に設置しているすべての中継局は、新居浜局を親局としている。
- 地上デジタル放送は全局松山を親局としているため、地デジ局としてのコールサインはない。よって、アナログ放送終了後TVとしてJOALは使われなくなり、ラジオのみで引き続きJOALのコールサインは使用されることとなる。そして、アナログ放送終了と同時に放送局としての免許は廃止され、東予地区唯一のテレビ親局は51年1ヶ月の歴史を終えた。

東予地方
（新居浜市）
新居浜 JOAL-TV 6ch 250W
（四国中央市）
川之江 61ch 30W
土居 33ch 3W
（今治市）
菊間 60ch 100W
大三島 61ch 30W
吉海 61ch 3W
宮窪 59ch 1W
大三島野々江 39ch 0.1W
（越智郡上島町）
岩城小漕 37ch 0.1W

### 現在放送中の番組
※ 放送時間は2022年（令和4年）10月時点のもの

#### 自社制作番組
- News Ch.4（月曜 - 金曜 16:50 - 19:00）
- なんかいNEWS・なんかいNEWSファイナル
- Cafe de なんかい
- RNBホット情報
- 大好き!まつやま（火曜 19:54 - 20:00、再放送:日曜 11:40 - 11:45）
- えひめ情熱人（火曜 21:54 - 22:00）
- たけやま3.5のハンパNIGHT!（水曜 1:29 - 1:35（火曜深夜））
- キラリ☆夜なカフェ（金曜 0:54 - 1:04（木曜深夜））
- おうちlabo（土曜 9:25 - 9:55）
- ビーンズmorning（土曜 10:00 - 10:25）
- KICK OFF! EHIME（土曜 11:35 - 11:45）
- こころの景〜ふるさと愛媛の原風景〜（土曜 21:54 - 22:00）
- 女子プロ木本若菜の真剣Golf!（日曜 7:00 - 7:30）
- もぎたてテレビ（日曜 11:45 - 12:50・再放送：金曜 1:04 - 1:59（木曜深夜））
- ミズタのレシピ!（日曜 12:55 - 13:25、再放送:土曜 0:30 - 0:59（金曜深夜））
- 元気!えひめ農業（3月、6月、9月、12月 日曜 12:55 - 13:25）
- i.i.imabari! 瀬戸内の新しい風 ～駆ける×イマバリ!～（日曜 17:25 - 17:30）
- みきゃん＆友近のもっとつながれ!えひめ（日曜 20:54 - 21:00、再放送:日曜 12:50 - 12:55）
- 愛媛マラソン（生放送、毎年2月上旬頃の日曜 9:55 - 16:05）

#### 日本テレビ系列の番組
※全国ネットを除く、特記以外は日本テレビ制作
- ボウリング革命 P★League（火曜 0:59 - 1:29（月曜深夜）、BS日テレ制作）
- それいけ!アンパンマン（火曜 10:25 - 10:55）
- にけつッ!!（水曜 0:59 - 1:29（火曜深夜）、読売テレビ制作）
- 所さんの目がテン!（水曜 10:25 - 10:55）
- オードリーさん、ぜひ会ってほしい人がいるんです。（木曜 0:59 - 1:29（水曜深夜）、中京テレビ制作）
- グッと!地球便（木曜 10:25 - 10:55、読売テレビ制作）
- 遠くへ行きたい（金曜 10:25 - 10:55、読売テレビ制作）
- バズリズム02（土曜 0:59 - 1:59（金曜深夜）、同時ネット）
- 上沼・高田のクギズケ!（土曜 10:30 - 11:25、読売テレビ・中京テレビ制作）
- スクール革命!（土曜 11:55 - 12:55）
- 浜ちゃんが!（日曜 1:25 - 1:55（土曜深夜）、読売テレビ制作）
- 24時間テレビチャリティー・リポート（日曜 5:10 - 5:15）
- ニノさん（日曜 10:25 - 11:25、同時ネット）
- そこまで言って委員会NP（日曜 13:30 - 15:00、同時ネット、読売テレビ制作）
- イオンモールカップ高等学校書道パフォーマンスグランプリ中四国大会＜決勝大会＞（毎年2月第1土曜 10:30 - 11:25、西日本放送制作）

#### テレビ東京系列の番組
- 出川哲朗の充電させてもらえませんか?（土曜 12:55 - 13:55）
- タクシー運転手さん一番うまい店に連れてって!（土曜 13:55 - 14:50）[注釈 41]
- 家、ついて行ってイイですか?（土曜 14:55 - 15:50）
- ポケモンとどこいく!?（日曜 5:45 - 6:15）
- ポケットモンスター（日曜 6:30 - 7:00）
- 日経スペシャル ガイアの夜明け（日曜 16:30 - 17:25）

#### 民間放送教育協会企画番組
- 日本のチカラ（月曜 10:25 - 10:55）

#### その他
- 転生したらスライムだった件（日曜 0:55 - 1:25（土曜深夜）、UHFアニメ[注釈 42]）

### 過去に放送した番組

#### 自社制作番組
- RNBニューススタジオ（1969年12月9日 - 、火曜 17:00 - 17:30→月曜 18:00 - 18:30）
  - 同番組において、アメリカ合衆国産のオレンジ・グレープフルーツなどの輸入により愛媛みかんやいよかんが落ち込んだことから、いかにして愛媛産かんきつ類を復権させるかを訴えた「みかんキャンペーン」と、山間部や離島など、へき地の医療環境の改善を訴えた「愛媛大学医学部への提言」という2つの大規模キャンペーン報道がシリーズ化された[149][150][151]。
- あなたと南海放送
- 情報センター ザ・スケッチ（1984年4月9日 - 1986年9月26日、16:00 - 16:55）
- もぎたてテレビ10 o' Clock
- もぎたてテレビ60
- もぎたてテレビ70
- なんかいワイドニュースtoday（1976年4月5日 - 1986年9月26日）
- なんかいNEWS5-30（1986年9月29日 - 1988年4月1日）
- なんかいNEWS530プラス1（1988年4月4日 - 1996年3月29日）
- 特急!なんかいNEWSプラス1（1996年4月1日 - 2004年4月2日）
- NNNおかえりテレビPLUS1
- Newsリアルタイムえひめ（2006年4月3日 - 2009年3月27日）
- 愛媛県政広報番組「愛顔（えがお）のえひめ」（日曜 21:54 - 22:00）
  - 2007年から放送された「愛!愛!!えひめ」を2011年4月3日からリニューアルとしてスタートした。
- 宇和島紀行（土曜 11:55 - 12:00、2012年4月7日 - 2012年9月29日）
- えひめモノクロシアター（木曜 21:54 - 22:00、2012年10月4日 - 2013年3月28日）
- ぶっくまーく!（木曜 10:25 - 11:10、2012年10月4日 - 2015年3月26日）
- あさラテ（木曜 10:25 - 10:55、2016年3月に終了。）
- えひめのクイズバラエティショー Qクエ（土曜 11:55 - 12:55、2016年3月26日 - 2017年3月25日）
- 県民談話室（日曜 8:00 - 8:30）
- なんかいサンデー8（1968年7月7日 - 1970年3月）
- なんかいサンデー9（1970年4月5日 - 1984年3月25日）
- 愛顔がイチバン（日曜 20:54 - 21:00）
- 民話DEドラマ （水曜 20:54 - 21:00、2018年10月 - 12月）
- ヒ・ト・ミ目線（金曜 0:54 - 1:04（木曜深夜））
- サタデリ!（土曜 11:35 - 12:55）
- マルとアンナの愛顔道中!（金曜 20:54 - 21:00）
- 全国高等学校野球選手権愛媛大会中継[注釈 43]（1961年 - 1994年、1995年より民放でのテレビ中継は愛媛朝日テレビに移行）[152]

#### ネット番組

##### テレビ東京系列
- レディス4 （1992年4月 - 2005年3月）
- トコトンハテナ
- キャプテン翼（第1シリーズのみ放送。第2作はテレビ愛媛で放送。第3 - 4作は県内の放送局では未放送。）
- 六三四の剣
- 日曜ビッグスペシャル
- 学級王ヤマザキ（ポケモンショック時の代替放送）
- 爆走兄弟レッツ&ゴー!!（1996年4月にあいテレビからネットを移行）
- ドンキーコング
- 楽しいムーミン一家
- りぼん魔法少女シリーズ
  - 姫ちゃんのリボン→赤ずきんチャチャ→ナースエンジェルりりかSOS→こどものおもちゃ
- 装甲騎兵ボトムズ
- エルドランシリーズ
  - 絶対無敵ライジンオー→元気爆発ガンバルガー→熱血最強ゴウザウラー
- 超星神シリーズ
  - 超星神グランセイザー→幻星神ジャスティライザー→超星艦隊セイザーX
- 所さん&おすぎの偉大なるトホホ人物伝
- とっとこハム太郎（第1・2期のみ放送）→きらりん☆レボリューション→極上!!めちゃモテ委員長
- シスター♥プリンセス（無印のみ放映）
- 月10万円で豊かに暮らせる町&村（不定期放送）
- おとぎ銃士 赤ずきん
- ロックマンエグゼ（第1シリーズのみ放送）→コロッケ!→ギャグコロスタジオ→MÄR -メルヘヴン-→ハヤテのごとく!（第1期のみ放送）→絶対可憐チルドレン→クロスゲーム→ひめチェン!おとぎちっくアイドル　リルぷりっ
- BLUE DRAGON 天界の七竜
- たべコレ[注釈 44]
- ぷるるん!しずくちゃん あはっ☆（第2期のみ放送。第1期は県内の放送局では未放送。）
- プレイガール
- 世の中ガブッと!
- われら釣り天狗
- 日経スペシャル 未来世紀ジパング〜沸騰現場の経済学〜
- 日経スペシャル カンブリア宮殿
- 突撃!しあわせ買取隊
- ヒャッキン!〜世界で100円グッズを使ってみると?〜
- ファンファンキティ!
- ぴたテン（テレビ大阪制作）
- デ・ジ・キャラットにょ（テレビ大阪制作、途中でネット打ち切り）
- しましまとらのしまじろう→しまじろうのわお!（テレビせとうち制作、途中でネット打ち切り）

ほか

##### テレビ朝日系列
☆は愛媛朝日テレビへ移行された番組。★は南海放送で打ち切られたものの、愛媛朝日テレビで再開した番組。
- モーニングショー[注釈 45]→スーパーモーニング☆
- テレビ朝日系平日正午枠★
  - アフタヌーンショー→この秋一番!→なうNOWスタジオ→布施明のグッDAY→欽ちゃんのどこまで笑うの?!→欽どこTV!!→お昼のマイテレビ→ホットライン110番→森田健作の熱血テレビ→女38歳気になるテレビ→お昼の独占!女の60分→人間探検!もっと知りたい!!
- ANNニュースフレッシュ☆
- 徹子の部屋★
- あまから問答☆
- 西部警察（PART-IIIと最終回スペシャルのみ。PART-IIまではテレビ愛媛で放送も残り1話を残して打ち切り。2004年のSP版は☆）
- 私鉄沿線97分署
- テレビ朝日水曜21時枠刑事ドラマ☆
  - 大都会25時、ベイシティ刑事、はぐれ刑事純情派、さすらい刑事旅情編
- 遠山の金さん
- 名奉行 遠山の金さん☆
- 遠山の金さん捕物帳
- ご存じ金さん捕物帳
- 世なおし奉行
- 素浪人 花山大吉
- 鬼平犯科帳（NET版第1・第2シリーズのみ。NET版第3シリーズ以降はテレビ愛媛にて放送）
- 大忠臣蔵
- 荒野の素浪人
- 新婚さんいらっしゃい!☆（腸捻転時代から放送。県内での公録時は制作にも参加していた）
- 聖闘士星矢（Ωは☆）
- おぼっちゃまくん
- 怪物くん（2010年の日テレ制作ドラマも放送）
- 忍者ハットリくん（アニメ単独枠時代、藤子不二雄ワイド内ではテレビ愛媛にて放送）
- オバケのQ太郎
- クレヨンしんちゃん☆
- 特別機動捜査隊→特捜最前線（1977年4月 - 1981年3月は同時ネットだったが、1981年4月以降は遅れネットに変更。2013年のSP版は☆）
- 非情のライセンス
- ナショナルゴールデン劇場
- 謎ジパング あなたの知らない日本
- 東京国際女子マラソン☆
- サイボーグ009（第2作）
- 俺はあばれはっちゃく
- 亜空大作戦スラングル
- フクちゃん
- 魔法使いサリー（第1作）→ひみつのアッコちゃん（第1作）→魔法のマコちゃん
- 象印スターものまね大合戦→象印ヒット作戦 1!2!3!→象印ライバル対抗大合戦!→象印クイズ ヒントでピント（1987年9月打ち切り）
- 世界とんでも!?ヒストリー→TVダイジェスト（2番組とも日曜22:30 - 23:24に遅れネット）
- 明日の経営戦略
- 誘われて二人旅
- 川崎敬三の料理ジョッキー
- 透明ドリちゃん
- ジャンボ尾崎のチャレンジゴルフ
- カリメロ（第1作）
- 昭和アホ草紙あかぬけ一番!
- 100万円クイズハンター（1983年4月 - 1989年末）
- 熱闘甲子園（テレビ朝日と朝日放送テレビの共同制作）
- 朝日放送テレビ制作日曜朝8時30分枠のアニメ★
  - ビックリマン→新ビックリマン→まじかる☆タルるートくん→スーパービックリマン→GS美神（『とんがり帽子のメモル』の途中までと『メイプルタウン物語』から『新メイプルタウン物語 パームタウン編』はテレビ愛媛で放送）
- プロポーズ大作戦（朝日放送テレビ制作、腸捻転時代から放送）
- シートン動物記 りすのバナー（朝日放送テレビ制作）
- 藤山寛美3600秒（朝日放送テレビ制作）
- 花の駐在さん（朝日放送テレビ制作）
- CLUB紳助（朝日放送テレビ制作）
- 機動戦士ガンダム（名古屋テレビ制作）
- 聖戦士ダンバイン（名古屋テレビ制作）

ほか

##### TBSテレビ系列
☆はあいテレビ（開局当時は伊予テレビ）へ移行した番組。★は南海放送で打ち切られたものの、後にあいテレビで再開した番組。
- 関口宏のサンデーモーニング☆（あいテレビ開局後も1993年3月までネット継続）
- 世界の結婚式☆　※あいテレビ開局後もしばらくネット継続。
- ビジネスズームアップ☆
- ドーナツ6
- 地球!朝一番
- TBSテレビ系列朝ニュース枠★☆
  - JNNニュース→JNNニュースコール→JNN8時のニュース→JNNニュース→JNNニュースコール[注釈 46]
- TBSテレビ系列朝の情報番組枠☆
  - ヤング720→モーニングジャンボ（8時30分飛び降り）→モーニングジャンボJNNニュースショー→モーニングジャンボおはよう地球さん→おはよう720→おはよう700→テレビ列島7時→朝のホットライン→THE WAVE→ビッグモーニング
- TBS系8時10分枠☆
  - ポーラテレビ小説（1日遅れ）→ときめき生情報810→じゃんけんキッズ
- TBS木曜8時枠の連続ドラマ★[注釈 47]
  - 肝っ玉かあさん、ありがとう、ゆびきり他多数
- 水曜劇場★（同時ネット）
- 花王 愛の劇場☆
- ブラザー劇場（末期は同時ネット）
- ブラザーファミリーアワー（同時ネット、1984年3月打ち切り）
- ナショナル劇場☆（『水戸黄門』第21部途中まで）
- 東芝日曜劇場☆
- 喜劇大学 珍版太閤記
- ザ・ガードマン
- シークレット部隊
- キイハンター
- アイフル大作戦
- ザ・サスペンス（土曜深夜に遅れネット）
- スクール☆ウォーズ 〜泣き虫先生の7年戦争〜
- 月曜ロードショー（『日曜ロードショー』のタイトルで日曜午後に遅れネット、荻昌弘の解説はカット）
- 土曜ドラマスペシャル→月曜ドラマスペシャル☆（別タイトルで遅れネット）
- キッチンパトロール☆
- 料理天国（1989年9月まで同時ネット、1989年10月以降は土曜18時30分から30分遅れネット）
- わかるかな?ワールドジェスチャー
- クイズ日本昔がおもしろい
- 仰天!くらべるトラベル
- そんなコロッケな!?
- コロッケ!!噂の芸能界
- いい旅・日本（この番組と『日本が知りたい』は愛媛関連の場合は映像協力にも関わっていた）
- 少年アシベ☆
- クイズ100人に聞きました（一時期のみ放映、その後あいテレビが開局前のサービス放送にて最終回を放送）
- クイズ天国と地獄（同時ネットで放送、1984年3月打ち切り）
- まんがはじめて物語（一部話数を放映）
- まんがなるほど物語
- ザ・ベストテン豪華版
  - ザ・ベストテン5周年記念スペシャル（1983年4月7日）
- 家族そろって歌合戦→熱戦!歌謡ダービー（愛媛県からの放送時は、南海放送が系列外でありながら制作していた）
- オーケストラがやって来た
- ミームいろいろ夢の旅
- ドリフフェスティバル・全員集合ベスト100（1986年頃に不定期放送、本編の『8時だョ!全員集合』は未放送）
- ウルトラシリーズ（『平成ウルトラセブン』は日本テレビ制作のため系列内番組として放送。『ティガ』以降の毎日放送・中部日本放送制作分は☆）
- 兼高かおる世界の旅
- 週刊ワニテレビ
- 別府大分毎日マラソン☆
- Gメン'75（月曜22時）
- 不二家の時間
- ケンちゃんシリーズ（同時ネット）
- 時事放談→日曜放談
- 8時の空
- 植木等ショー
- TBS火曜8時枠の連続ドラマ
  - 少女に何が起ったか など
- 三男三女婿一匹
- 刑事スタスキー&ハッチ
- スーパージェッター
- 地球ZIG ZAG（毎日放送制作）☆（あいテレビ開局後も1993年9月までネット継続）
- 横溝正史シリーズ（毎日放送制作）
- 妻そして女シリーズ（毎日放送制作、平日午前に遅れネット）
- 近藤正臣の味覚人情報（毎日放送制作）
- 皇室アルバム☆（毎日放送制作、編成によりテレビ愛媛に移行していた時期あり）
- 愛の学校クオレ物語（毎日放送制作）
- ワンワン三銃士（毎日放送制作）
- じゃりン子チエ（毎日放送制作、第1シリーズのみ放映）
- まんが日本昔ばなし☆（毎日放送制作、第2期のみ放映）
- 世界まるごとHOWマッチ→世界まるごと2001年→敏感!エコノクエスト→ご存知!平成一番人気→ダウトをさがせ!（毎日放送制作）☆
- 全国高校ラグビー大会（毎日放送制作）☆
- がっちり買いまショウ（毎日放送制作）
- 仮面ライダーシリーズ（毎日放送制作。テレビ朝日製作の平成・令和シリーズは愛媛朝日テレビで放送）
  - 仮面ライダー（新）→仮面ライダースーパー1→仮面ライダーBLACK→仮面ライダーBLACK RX
- 大鉄人17（毎日放送制作）
- 真珠の小箱（毎日放送制作）
- やすきよの結婚します!（毎日放送制作、同時ネット）
- 影同心シリーズ（毎日放送制作）
- 雪姫隠密道中記（毎日放送制作）
- クイズMr.ロンリー（毎日放送制作、一週遅れ）
- やりくりアパート（朝日放送制作、腸捻転時代）
- てなもんや三度笠（朝日放送制作、腸捻転時代）
- 好き!すき!!魔女先生（朝日放送制作、腸捻転時代）
- シャボン玉寄席（朝日放送制作、腸捻転時代）
- ど根性ガエル（朝日放送制作、腸捻転時代、1972年度のアニメ版を放送、火曜 18:00 - 18:30[153]。2015年度のドラマ版も南海放送で放送。1981年度の『新-』は県内の放送局では未放送）

※ほか多数、非ネットでも制作協力に関わっていた番組あり。

##### フジテレビ系列
テレビ愛媛開局まで
- スター千一夜
- 銭形平次
- 忍者部隊月光
- 三匹の侍
- 鉄腕アトム（モノクロ版）
- ジャングル大帝→ジャングル大帝 進めレオ!
- ハリスの旋風
- 怪獣王子
- 妖怪人間ベム（2011年の日テレ実写版ドラマも放送）
- 素人民謡名人戦
- わんぱくフリッパー
- W3
- マッハGoGoGo
- ズバリ!当てましょう（テレビ愛媛開局後もしばらく放送）
- 仮面の忍者 赤影（関西テレビ制作）

ほか

##### その他
- 野生の王国（毎日放送制作、NET系時代は編成によりテレビ愛媛に移行していたが[154][注釈 48]、TBSテレビ系番組となった1975年4月以降も、同様に編成により南海放送とテレビ愛媛のいずれかで放送）
- 毎日放送制作土曜朝のワイドショー☆（腸捻転解消前後を通じて放送、あいテレビ開局後も1993年9月までネット継続）
  - ウィークエンドショー→ウィークエンドモーニングショー→八木治郎ショー→八木治郎ショー いい朝8時→すてきな出逢い いい朝8時
- ヤングおー!おー!（毎日放送制作、腸捻転時代から放送。腸捻転時代は東京12チャンネル（当時）系列の番組扱いで、編成によりテレビ愛媛で放送）
- お笑い花月劇場（朝日放送制作、腸捻転時代から放送）
- ワイドサタデー （朝日放送テレビ制作、腸捻転解消前後を通じて放送）
- 必殺シリーズ☆（朝日放送テレビ制作、腸捻転前後を通じて放送）
- はじめ人間ギャートルズ（朝日放送テレビ制作、腸捻転前後を通じて放送）
- ミュージックトマトJAPAN（tvk制作）
- HAPPY★LESSON ADVANCE（UHFアニメ）
- かんなぎ（UHFアニメ、TOKYO MX幹事）
- 07-GHOST（UHF系アニメ、ytv制作）
- グラゼニ（UHFアニメ）
- ゴールデンカムイ（UHFアニメ）
- どろろ（UHFアニメ）
- 千原ジュニアの映画製作委員会（日活制作）

ほか

## アナウンサー
○は元アナウンス責任者。

### 現在
特記人物以外は報道制作本部制作局アナウンス室に所属。

#### 男性
- 1981年 山下泰則〇
- 1989年 松本直幸〇（メディア統括本部メディア統括局次長）
- 1995年 江刺伯洋（報道制作本部制作局アナウンス室副部長）
- 1998年 藤田勇次郎（メディア統括本部メディア統括局メディア制作部チーフ、メディア広報部、報道制作本部報道局解説委員（スポーツ担当））
- 2000年 和氣孝治（報道制作本部報道局報道部兼務）
- 2005年 松岡宏忠（報道制作本部報道局報道部チーフ兼務）
- 2013年 白石紘一（報道制作本部報道局報道部兼務）
- 2019年 小川貴弘
- 2023年 楢崎瑞（元山口朝日放送）
- 2025年 山口皓太郎

#### 女性
- 1988年 永野彰子〇（RNBコーポレーション代表取締役社長、メディア統括本部メディア統括局シニアマネージャー(局長格)、報道制作本部報道局解説委員（生活・文化担当）、働き方改革推進チームワークライフバランス推進担当）
- 1990年 寺尾英子（報道制作本部制作局次長・アナウンス室長）
- 1993年 佐伯りさ（メディア統括本部メディア統括局メディア広報部長）
- 2009年 清家夕貴（報道制作本部報道局報道部兼務。2013年9月までは八幡浜通信部）
- 2018年 岡内ひかり（2019年12月まではメディア制作部（ラジオディレクター）、2020年1月より現職）
- 2019年 青木美奈実
- 2022年 高野真子、松友杏樹

### 異動・退職者
●は故人（在職中に死去した人物も含む）。

#### 男性
- 1953年
  - 糸居五郎●（京都放送より一時出向。開局第1声も担当した[157]。後にニッポン放送）
  - 岡本徹
- 1955年 
  - 小椋克己●（1956年に高知放送へ移籍。1967年度は日本教育テレビ（現在のテレビ朝日）へ出向。高知県立坂本龍馬記念館初代館長）
  - 宮本高志（1962年に開局前の東京12チャンネル（現在のテレビ東京）へ移籍）
- 1964年 
  - 宇都宮基師〇
  - 冨田豊
- 1966年 
  - 曽我泰朗（後に専務取締役→取締役会長→相談役）
- 1970年 
  - 保持卓一郎
- 1973年 
  - 門田秀広●（1995年10月19日に死去）
- 1977年 
  - 田中和彦（代表取締役会長）
- 1987年 
  - 渡部剛士（執行役員テレビ本部テレビ局長、社会貢献委員会24時間テレビ担当）
- 1990年 
  - 野志克仁（ - 2010年10月、松山市長）
- 1992年 
  - 三瀬雄一（営業本部営業局イベント推進部マネージャー（部長格））
- 2011年 
  - 原拓也（ - 2012年8月。異業種に入社）
- 2017年 
  - 古谷崇洋（元ニッポン放送。1月 - 2023年1月。砥部町長）

- 泉浄彦●
- 富田裕
- 香川忠孝●（後に取締役を歴任。2022年に死去）
- 栗田寛秋

#### 女性
- 1953年
  - 上甲雅美
  - 佐伯佳子
- 1965年 
  - 門田洋子（ - 1974年）
- 1970年
  - 五味久枝●（ - 1977年。後にトヨタカローラ愛媛代表取締役社長を歴任。2015年に死去）
- 1974年
  - 砂田京子（旧姓、NHKアナウンサー首藤奈知子の母）
- 1976年 
  - 松沢はつみ
- 1981年 
  - 戒田節子（ - 2018年4月）
  - 芝尚子（ - 1989年）
- 1983年 
  - 永江孝子〇（ - 2008年9月。後に民主党衆議院議員を経て参議院議員）
- 1985年
  - 石丸美樹（ - 1988年12月）
  - 西山かおり
- 1987年 
  - 宇都宮民（ - 1997年3月）
- 1988年 
  - 青野悦子（テレビ本部テレビ局テレビ編成部副部長）
- 1993年 
  - 上甲加寿子
  - 合田みゆき（ - 2010年6月）
- 1994年 
  - 徳永悦子
  - 重藤香織
- 1995年 
  - 大河内智子（現：中学校教師）
- 1996年 
  - 畑嶋恵理奈（瀬戸内海放送→山陽放送）
- 1997年 
  - 中塚眞喜子（ - 2016年4月28日）
  - 藤村真知子（ - 2001年3月）
- 1998年 
  - 金原さおり
- 1999年 
  - 菊池由貴
- 2000年 
  - 橋口裕子（ - 2008年3月）
- 2003年 
  - 柳田さやか（ - 2009年3月、2012年8月 - 2013年8月）
- 2004年 
  - 小原佳代子（ - 2007年5月。後に地元の名古屋テレビや中京テレビ）
  - 井上愛梨（後に京都放送を経て、福井テレビ）
- 2006年 
  - 丹下真奈（ - 2014年9月、元キャピィ号レポーター）
- 2007年 
  - 月岡瞳（メディア本部メディアセンター編成局メディアセンター（ラジオ編成）。2010年までは営業職）
- 2009年 
  - 金井一世（ - 2010年3月。その後空白期間→NHK前橋放送局を経て、福井テレビ）
  - 高木春菜（元NHK旭川放送局。- 2012年3月。その後InterFMを経て、フリー）
- 2010年 
  - 宮嶋那帆（ - 2017年4月）
- 2012年 
  - 小谷渉子（セイ所属の契約。 - 2016年12月）
- 2015年 
  - 西木恵美里（ - 2019年3月）
  - 星加奈緒（ - 2020年3月）
- 2016年 
  - 竹内愛希（NHK奈良放送局契約キャスター→舞夢プロ所属、現・アナウンスオフィス セレーノ所属のプロ競技ダンス選手・フリーアナウンサー。- 2021年12月[158]）
- 2017年 
  - 森本晴香（元新潟放送→広島ホームテレビ→四国放送。4月 - 2018年12月）
- 2018年 
  - 吉田奈央（セントフォース所属の契約。12月 - 2020年3月）
- 2019年 
  - 門池舞（ライムライト所属の契約。- 2020年3月。その後チューリップテレビを経て、フリー）
  - 甲斐彩加（元TBSプロネックス。- 2023年1月。現・文化放送）
- 2020年 
  - 小野塚愛美（元北陸放送→ディアステージ。- 2021年3月）
- 2023年
  - えがわさゆり（ライムライト所属の契約。- 2025年3月。フリー）

- 井門弘子
- 糸川千恵子
- 作道郁子
- 崎山聡美
- 塩崎美早子
- 菅満美
- 鈴木由華
- 宗清久美子
- 田中節子（田中和彦の妻）
- 高橋雅子
- 橘和子
- 高石佳代子
- 谷水万里子
- 土井真由美
- 松本佳代子（6年間在籍、現在はフリーランスとしてグループエコー所属）
- 山地和子

## パーソナリティー
南海放送アナウンサーページに記載されている専属パーソナリティー

### ラジオレポーター・CAPY（キャピィ）
- 宇都宮郁美

歴代のラジオリポーターCapy
- 森山いくみ（第30代）
- 下村章子（第32代）

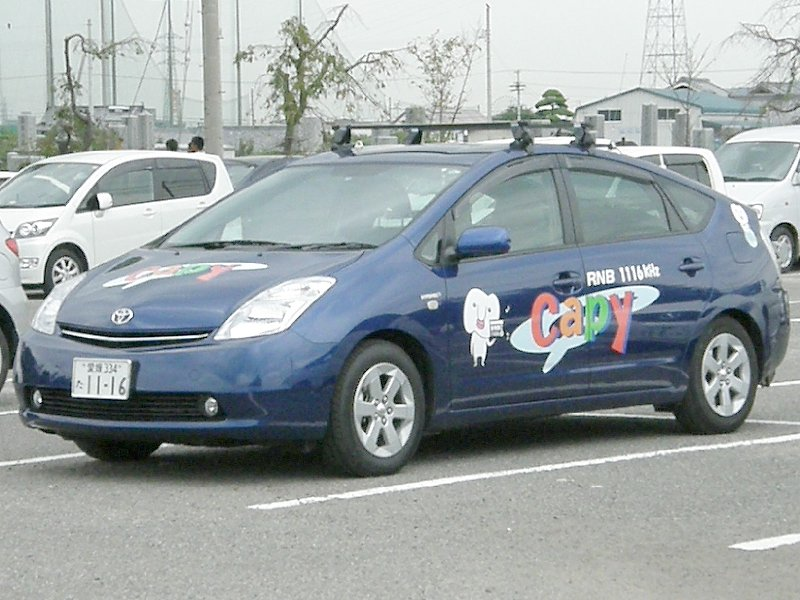
ラジオ中継車「Capy（キャピイ）カー」(プリウスがベース)

- 越智康江（第33代⇒2010年4月ラジオディレクターへ異動）
- 吉尾亜耶（第34代⇒2010年4月ラジオディレクターへ異動）

Capy出身パーソナリティなど
- 作道泰子（1993年4月 RNBコーポレーション入社）
- 新山純子（1993年4月 RNBコーポレーション入社）

### ラジオプレゼンテーター
太字は同局元アナウンサー
- 戒田節子
- 熊本フミ
- 鳥生洋文
- 水口佳美
- 合田みゆき
- やのひろみ
- 齊官昌伍（ひめころん）
- 杉作J太郎
- 小田瞳
- 桝形浩人
- 家藤正人
- 正岡省吾
- 宮崎ユウ
- 原結里
- 谷尾桜子
- 岡本真依
- 今泉志奈子
- 友近ママ（友近千鶴）
- 清原梨央
- 井坂彰
- 井上音生
- 佐川由香
- 古茂田圭
- 小林真三
- 小林美菜
- らくさぶろう
- 渡邉麻子
- 池田慈
- 夏井いつき
- 藤田晴彦
- 門田洋子
- 小春
- 白神敏恵
- 万代栄嗣
- Cha-ka
- 作道泰子
- 玉井昌子
- 小倉くめ
- 宇都宮民
- 中村茂昭

## 南海放送アプリ
局公式のスマートフォン用アプリを2015年（平成27年）3月より公開している。以降順次、他局にもライセンスを提供している。
東京・全国企業ではなく愛媛県サイドでの企画・開発であり、「ローカル局に最適化された、地域特化型」をコンセプトとしている。
ライセンス提供の他局（2023年（令和5年）7月現在）
- 2017年（平成29年）
  - 1月 - テレビ大分「TOSアプリ」
  - 9月 - サガテレビ「サガテレビアプリ」
  - 12月～2018年11月 - 日本テレビ放送網「日テレアプリ」[注釈 49]
- 2018年（平成30年）
  - 4月 - 南日本放送「MBCアプリ」
- 2019年（平成31年/令和元年）
  - 3月 - 青森放送「青森放送アプリ」
  - 4月 - 新潟放送「BSNアプリ」
  - 同月 - 琉球放送「RBCアプリ」
  - 同月 - 九州朝日放送「KBCアサデス。アプリ」
  - 6月 - テレビ宮崎「UMKアプリ」
  - 10月 - 長崎放送「NBCアプリ」
  - 12月 - 信越放送「SBCアプリ」
- 2020年（令和2年）
  - 3月 - 北海道テレビ放送「HTBonちゃんアプリ」
  - 5月 - 日本海テレビジョン放送「日本海テレビアプリ」
  - 7月 - 北陸朝日放送「HABアプリ」
  - 10月 - RSK山陽放送「RSKアプリ」
  - 11月 - 瀬戸内海放送「Park KSBアプリ」
- 2021年（令和3年）
  - 2月 - 山梨放送「YBSアプリ」
  - 7月 - 名古屋テレビ放送「ウルフィアプリ」
- 2022年（令和4年）
  - 4月 - 福島放送「KFBアプリ」
  - 6月 - 三重テレビ放送「三重テレビアプリ」
- 2023年（令和5年）
  - 7月 - 秋田放送「ABSあきたアプリ」

## 映画
- 2012年（平成24年）、開局60周年記念事業として南海放送製作・著作によるドキュメンタリー映画『放射線を浴びた「X年後」』（ほうしゃせんをあびた「エックスねんご」・伊東英朗監督、ウッキー・プロダクション制作）が公開された。NNNドキュメント'12で同年1月29日に放送された番組「放射線を浴びたX年後」に、新たな映像を加え映画化したもの。1954年（昭和29年）のビキニ環礁における水爆実験で第五福竜丸と同様に被曝しながら、ほとんど関心が寄せられることのなかった1000隻以上の被曝漁船について調査する高知県の高校教師と生徒達の地道な活動を追い、被曝した船員らのその後や日米両国にまたがる機密の存在、日本本土への放射能汚染の実態などを浮き彫りにしていく。映画の上映を含む太平洋核実験被害の真実を伝える報道活動により、南海放送は第50回ギャラクシー賞報道活動部門大賞、2013年日本民間放送連盟賞最優秀賞を受賞した。
- 2015年（平成27年）、続編となる『放射線を浴びた「X年後」2』（ほうしゃせんをあびた「エックスねんご」ツー）が公開された。
- 2019年（平成31年）3月、2004年（平成16年）に放送されたラジオドラマ「〜松山ロシア人捕虜収容所外伝〜ソローキンの見た桜」を実写化した劇映画『ソローキンの見た桜』が、2018年日露交流年・開局65年記念と銘打って公開される。南海放送も製作委員会に出資参加する。

## その他設備

### 情報カメラ設置ポイント
※いずれもハイビジョンカメラを設置
- 松山市
  - 南海放送本社（本町会館）
  - 松山空港
- 新居浜市
  - 金子山（新居浜中継局）
- 今治市
  - 近見山（今治テレビ中継局）
- 宇和島市
  - 泉ヶ森（宇和島テレビ中継局）

以前設置してあった場所
- 宇和島市
  - 南海放送宇和島ラジオ局（宇和島警察署 東方丘陵地）